# Delft

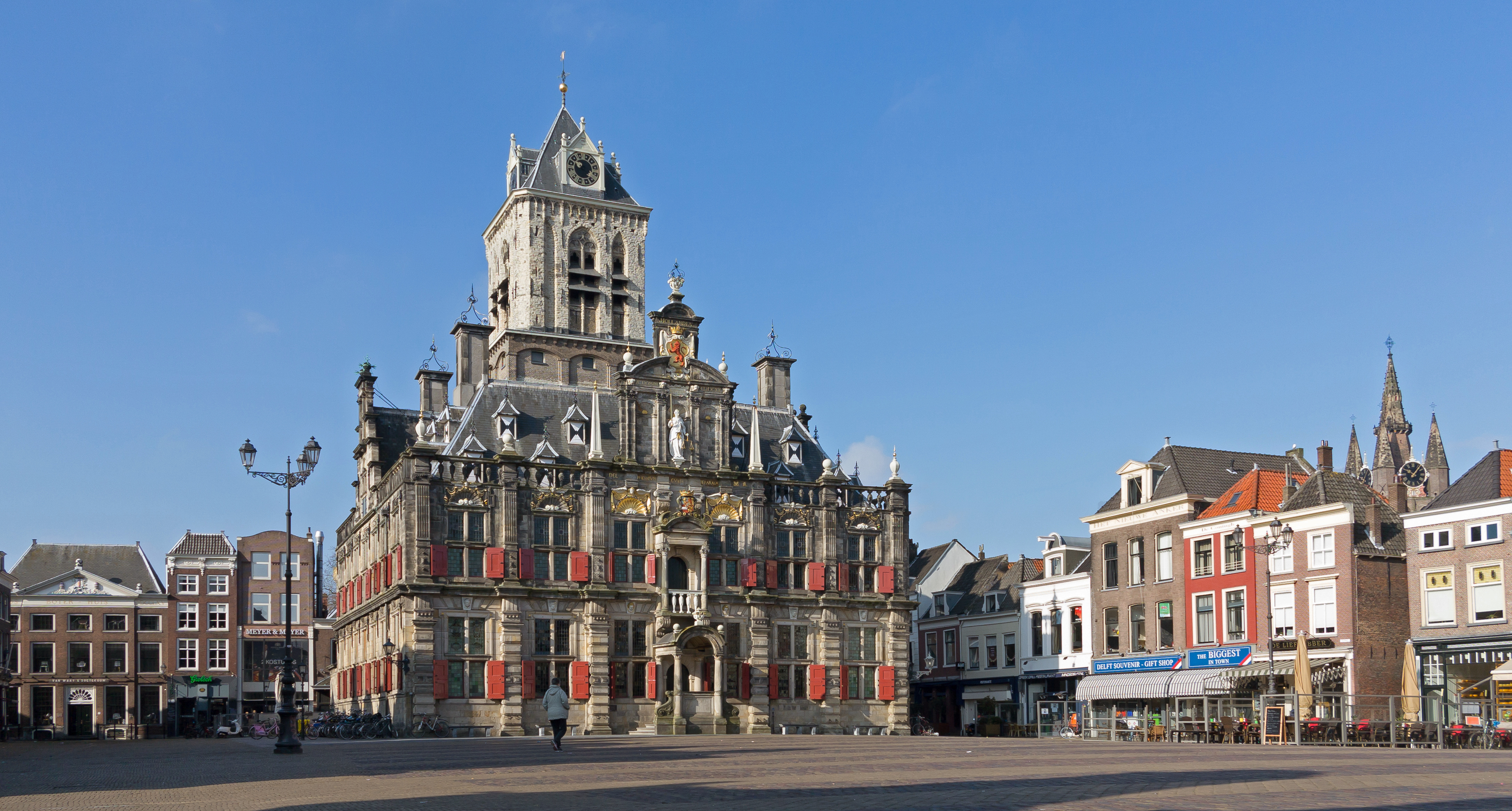
Het Stadhuis van Delft gezien vanaf de Markt

Delft uitspraakⓘ is een stad en gemeente in de Nederlandse provincie Zuid-Holland, gelegen aan de Schie, tussen Den Haag en Rotterdam. Op 22 november 2024 telde de gemeente Delft 109.577 inwoners. Delft is de hoofdplaats van het hoogheemraadschap Delfland. De gemeente maakt deel uit van de Metropoolregio Rotterdam Den Haag.
Delft is een van de oudste steden van Nederland, die al in 1246 stadsrechten kreeg van graaf Willem II van Holland. Ondanks een grote stadsbrand in 1536 was Delft tegen het einde van de zestiende eeuw een van de belangrijkste steden van de Republiek. Binnen de geschiedenis van Nederland is Delft vooral bekend doordat Willem van Oranje er vanaf 1572 heeft geresideerd en er in 1584 werd vermoord. De Oranjes worden sindsdien traditioneel in Delft bijgezet. De bijnaam van Delft is de Prinsenstad. De patroonheilige van de stad is Hippolytus van Rome.
Delft is een belangrijke toeristische trekpleister dankzij de historische binnenstad met vele grachten. Delft ontwikkelde zich in de 19e eeuw tot industriestad en profileert zich tegenwoordig, met de aanwezigheid van een Technische Universiteit en de onderzoeksinstituten TNO en Deltares, vooral als Delft Kennisstad met als slagzin Creating History. Het wetenschappelijk onderwijs in Delft onderscheidt zich door het ingenieurswezen, innovatie, bouwkunde en civiele techniek. Wetenschappers als Antoni van Leeuwenhoek en Martinus Beijerinck waren werkzaam in Delft, waardoor de stad een rol heeft gespeeld in de geschiedenis van de microbiologie.

## Geschiedenis
Delft is ontstaan aan een gegraven waterloop, de 'Delf', een gegraven verlenging van de Schie, en heet daar ook naar; delven betekent graven. Op de verhoogde plaats waar deze 'Delf' de kreekwal van het dichtgeslibde riviertje de Gantel kruiste, was, vermoedelijk sinds de 11e eeuw, een grafelijke vroonhof gevestigd. Delft was mede hierdoor een belangrijk marktcentrum, wat nog te zien is aan de omvang van het centrale marktplein.

### Vanaf 1246

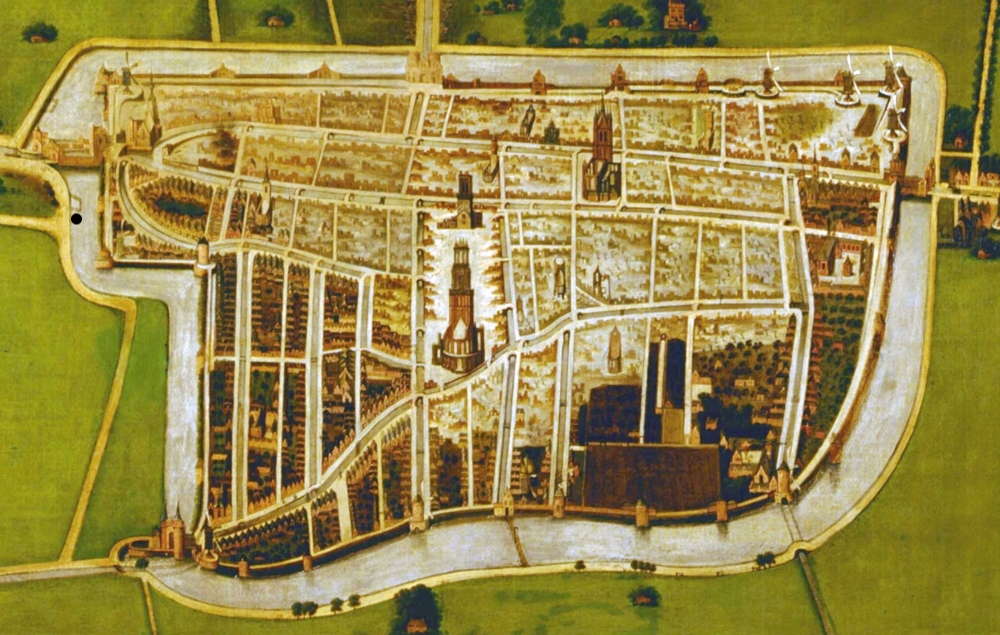
De stadsbrand van 1536 verwoestte een groot deel van de stad.

Graaf Willem II van Holland verleende Delft op 15 april 1246 stadsrecht.
Handel en nijverheid kwamen er tot grote bloei. In 1389 werd de Delfshavensche Schie naar de Maas gegraven, aan de monding hiervan kwam de zeehaven Delfshaven.
Delft was tot de 17e eeuw een van de grote steden van het graafschap (later provincie) Holland. In 1400 had de stad bijvoorbeeld 6.500 inwoners en was zo de derde stad in grootte, na Dordrecht (8.000) en Haarlem (7.000). In 1560 was Amsterdam met 28.000 inwoners uitgegroeid tot de grootste stad, gevolgd door Delft, Leiden en Haarlem, die elk ongeveer 14.000 inwoners hadden.
In 1536 werd een groot deel van Delft in de as gelegd door de grote stadsbrand van Delft.
Prins Willem van Oranje resideerde korte tijd in Delft, in het voormalige Sint-Agathaklooster, dat sindsdien Prinsenhof wordt genoemd. Hij werd er op 10 juli 1584 vermoord door Balthasar Gerards.
Op het gebied van de drukkunst nam de stad een vooraanstaande plaats in. In de stad vestigden zich diverse Italiaanse plateelbakkers die een nieuwe stijl introduceerden. Ook de tapijtindustrie kwam met François Spierincx tot grote bloei. In de 17e eeuw beleefde Delft door de aanwezigheid van een Kamer van de VOC en door de fabricage van Delfts blauw een nieuwe bloeitijd.
In 1654 werd een groot deel van de stad verwoest door de Delftse donderslag - de ontploffing van een opslagplaats voor buskruit op de plaats waar zich sindsdien de Paardenmarkt bevindt. Op de 'afstand van een kanonskogel', veilig buiten de stad, werd een nieuw Kruithuis gebouwd, door architect Pieter Post.
Meerdere kunstschilders waren in de stad actief, zoals Leonard Bramer, Carel Fabritius, Pieter de Hoogh, Gerard Houckgeest, Emanuel de Witte, Jan Steen, en Johannes Vermeer. Reinier de Graaf en Antoni van Leeuwenhoek kregen internationale aandacht voor hun wetenschappelijk onderzoek.

### Vanaf 1672
Vanaf het Nederlandse rampjaar 1672 ging de Delftse economie achteruit. De stad werd overvleugeld door de beide buursteden Den Haag (als bestuurscentrum) en Rotterdam (als havenstad). In Delft bestonden rond 1670 een dertigtal fabrieken, die gedurende korter of langere tijd het plateelbakkersbedrijf hebben uitgeoefend. In 1794 waren er nog tien actief. In de 19e eeuw was er nog maar één plateelbakkerij over: De Porceleyne Fles; dit bedrijf kon als enige blijven bestaan omdat het naast aardewerk ook bakstenen ging produceren.
In 1850 telde de toenmalige gemeente Delft, met een oppervlakte van 5,3 km², 18.642 inwoners.

### 19e en 20e eeuw
Met de slechting van de stadsmuren in de 19e eeuw en de opening van station Delft voor de trein in 1847 werd Delft weer een aantrekkelijke plek voor nieuwe industrieën zoals de Gist- en Spiritusfabriek (later Gist-Brocades, nu onderdeel van DSM), Calvé en Delft Instruments. De oprichting van de Koninklijke Academie (tegenwoordig: Technische Universiteit Delft) in 1842 en het onderzoeksinstituut TNO in 1932, zorgden ervoor dat Delft ook een centrum van techniek en wetenschap werd.
In 1866 kwam vanuit Den Haag de eerste interlokale paardentram van Nederland Delft binnenrijden over de Oude Delft. Het zou uiteindelijk de laatste oude interlokale tramlijn in Nederland blijken te zijn die nog steeds bestaat, zij het in moderne vorm. In 1887 werd dit een stoomtramlijn. Ook deze reed over de Oude Delft, tot bij de Rotterdammer poort (die er al niet meer was). In 1923 werd dit de elektrische tramlijn I-1, maar die mocht niet over de Oude Delft. Voorlopig werd het Kalverbos het eindpunt. In 1929 was de weg om de stad gereed en kon de tram via de Phoenixstraat doorrijden tot de Rotterdammer poort. In 1965 werd lijn I-1 vernummerd in 37, en in 1966 werd het lijn 1.
In 1912 bereikte een andere stoomtram Delft van een andere kant, de WSM ging rijden vanuit het Westland (Den Haag – Loosduinen – Naaldwijk – Schipluiden – Delft; tot 1938 ook Maassluis – Delft).
Deze trams reden langs de Westlandse weg en op de Spoorsingel, tot aan de Sint Olofslaan. Later verviel het straatspoor. In 1932 eindigde het reizigersvervoer. De goederentreinen werden vanaf de jaren vijftig getrokken door diesellocomotieven. In 1970 sloot het laatste deel van deze lijn. In 2009 verdween de aansluiting op de NS-sporen pas, bij de Industriestraat. Sinds 2014 wordt gewerkt aan het doortrekken van tramlijn 19 vanaf het centrale treinstation naar de TU-campus.

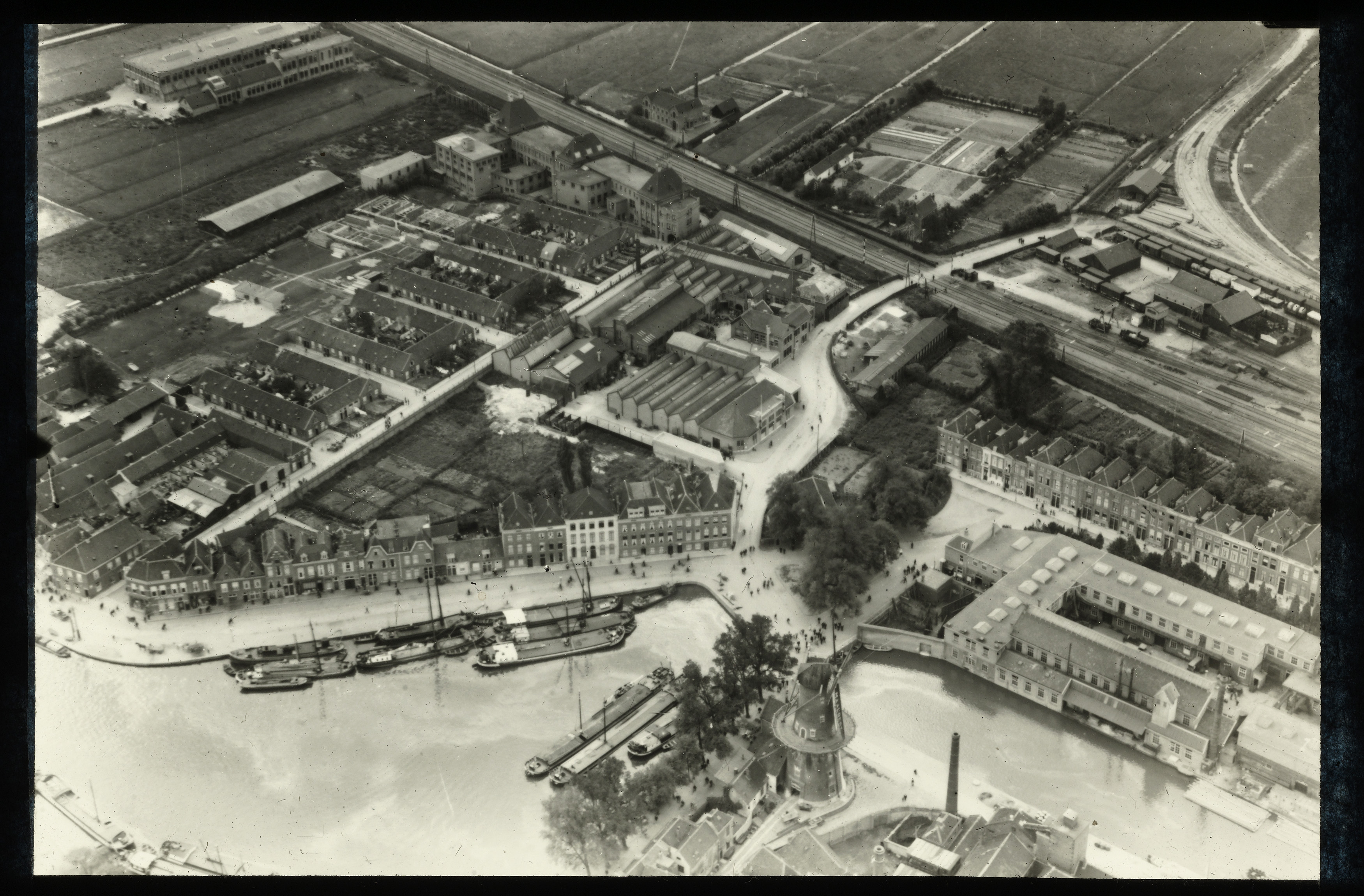
Zuidwest van het centrum in voor WO2

Op 1 januari 1921 werden de aangrenzende gemeenten Vrijenban en Hof van Delft opgeheven en voor een groot deel aan Delft toegevoegd. Hierdoor werd het grondgebied van Delft aanzienlijk uitgebreid.

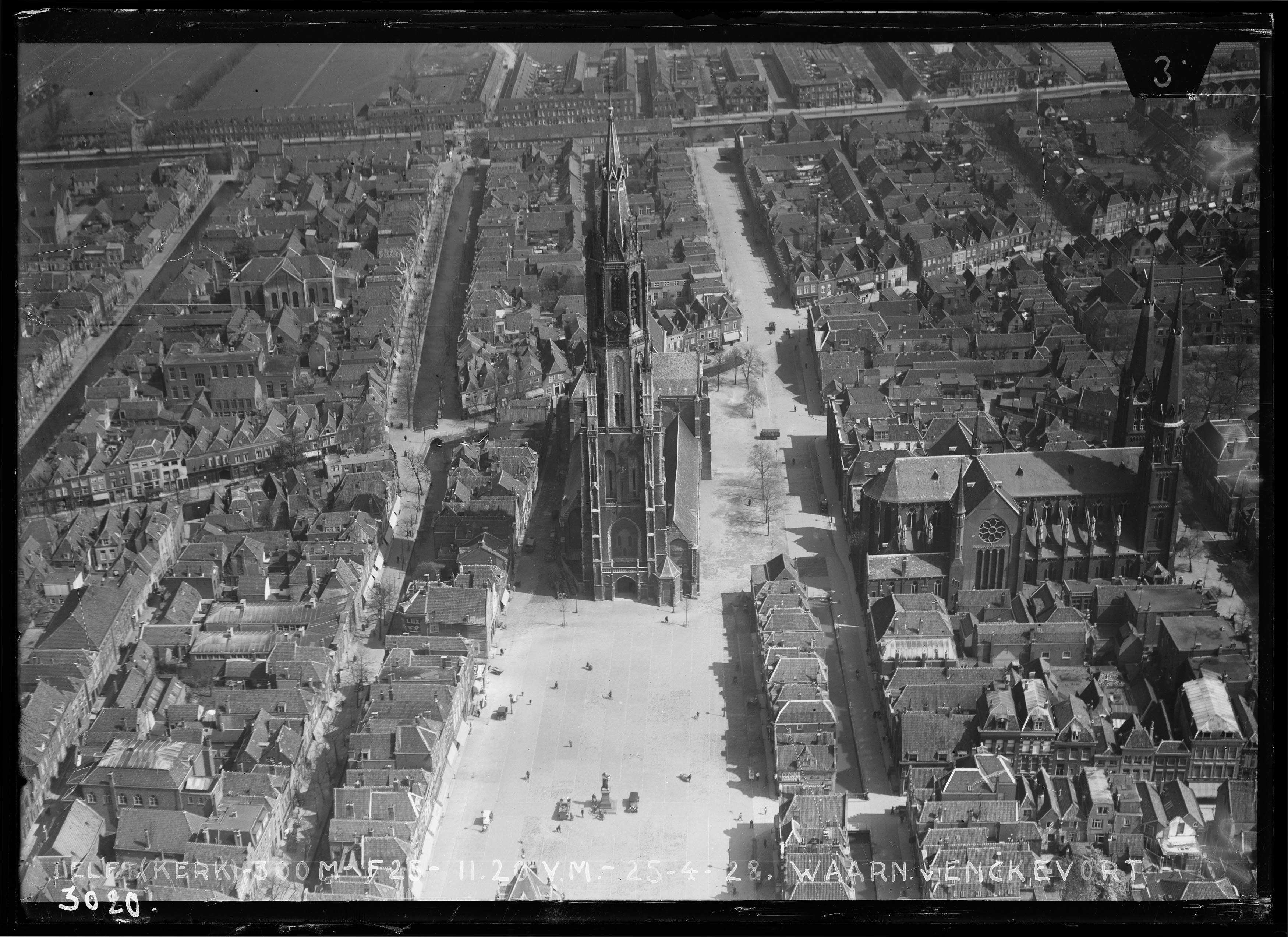
Luchtfoto Luchtmacht, 1920-1940.

### Na de Tweede Wereldoorlog
Het eerste deel in Delft waar na de Tweede Wereldoorlog is gebouwd is het gebied tussen het kanaal, de Schie door Delft en de grote weg van Den Haag naar Rotterdam.
In de jaren na 1960 werd Delft fors uitgebreid, vooral in zuidelijke richting. Daar verrezen achtereenvolgens de hoogbouwwijken Poptahof en Voorhof en de iets minder ambitieus opgezette Buitenhof. Vanaf de jaren 80 werd, nog zuidelijker, de wijk Tanthof ontwikkeld. Tanthof-Oost heeft een onoverzichtelijk stratenplan. Tanthof-West heeft nog wel dezelfde inrichting als Tanthof-Oost, maar er staan meer grote eengezinswoningen. Ter verbetering van het openbaar vervoer werd tramlijn 1 in 1994 naar Tanthof verlengd.
Door de ontwikkeling van Voorhof en Tanthof schoof de woonfunctie van Delft meer van de historische binnenstad aan de ene zijde van de spoorlijn naar de andere zijde van deze spoorlijn. Het aldaar gevestigde winkelcentrum In de Hoven is daarin een belangrijke factor.
Het hoger onderwijs is meer en meer geconcentreerd rondom de TU-campus, zo zijn er vestigingen van Hogeschool InHolland en de Haagse Hogeschool naast de TU-campus gebouwd. Op 13 mei 2008 brandde de gehele hoogbouw van de faculteit Bouwkunde van de Technische Universiteit Delft binnen 12 uur af. Elders op de campus werd later onderdak gevonden voor deze faculteit.
Met de vaststelling van het bestemmingsplan Technopolis is in het zuidoosten van Delft in 2005 gestart met de ontwikkeling van het TU Delft Science Park, waar zich kennisinstituten, startups en internationale bedrijven vestigen.
In 2009 begon de bouw van Harnaschpolder nadat in 2004 een deel van de polder door de gemeente Midden-Delfland was overgedragen aan Delft. In Harnaschpolder worden in totaal ongeveer 1.300 woningen gerealiseerd.
Circa 2009 begon men met de bouw van de spoortunnel door Delft. Deze is aangelegd ter vervanging van het spoorviaduct dat net ten westen van de binnenstad liep. Het tweesporig viaduct werd beschouwd als een flessenhals voor het spoorverkeer, veroorzaakte lawaaioverlast en was een scheiding tussen de binnenstad en het woongebied ten westen ervan. De spoortunnel kreeg ondergronds een station en een fietsenstalling. Bovengronds werd een kantoorgebouw met winkelfunctie gebouwd dat gedeeltelijk dienst doet als stadskantoor. De nieuwe spoortunnel met het ondergrondse station werden op 28 februari 2015 in gebruik genomen, waarna het spoorviaduct werd afgebroken. In 2017 werd het stadskantoor officieel in gebruik genomen. De totale investeringskosten voor het stadskantoor waren € 82,3 miljoen.
Mede door gebiedsontwikkelingsprojecten van de gemeente ontstonden in 2014 grote financiële tekorten in de gemeentebegroting. Delft vroeg financiële hulp van de provincie Zuid-Holland en het Rijk. De realisatie van het project heeft de gemeente Delft een verlies van tientallen miljoenen euro opgeleverd. In reactie op de grote verliezen heeft het gemeentebestuur bezuinigingen doorgevoerd en de lokale belastingen verder verhoogd. Delft was in 2016 onder de grotere gemeentes de gemeente met de hoogste woonlasten van Nederland. In 2016 kwam een eind aan de financiële problemen en kondigde de gemeente aan de lasten weer te verlagen.

### Ontwikkelingen vanaf 2018
Vervolgens werd begonnen aan de verdere herinrichting van de spoorzone aan de westgrens van de binnenstad. Dit gebied werd bekend onder de naam Nieuw Delft.
In 2020 werd een nieuwe Sint Sebastiaansbrug geopend. De oorspronkelijke brug was door schade in de fundering verzwakt en was niet geschikt voor de beoogde tramlijn 19 die eroverheen zou gaan.

## Wapen en vlag van Delft

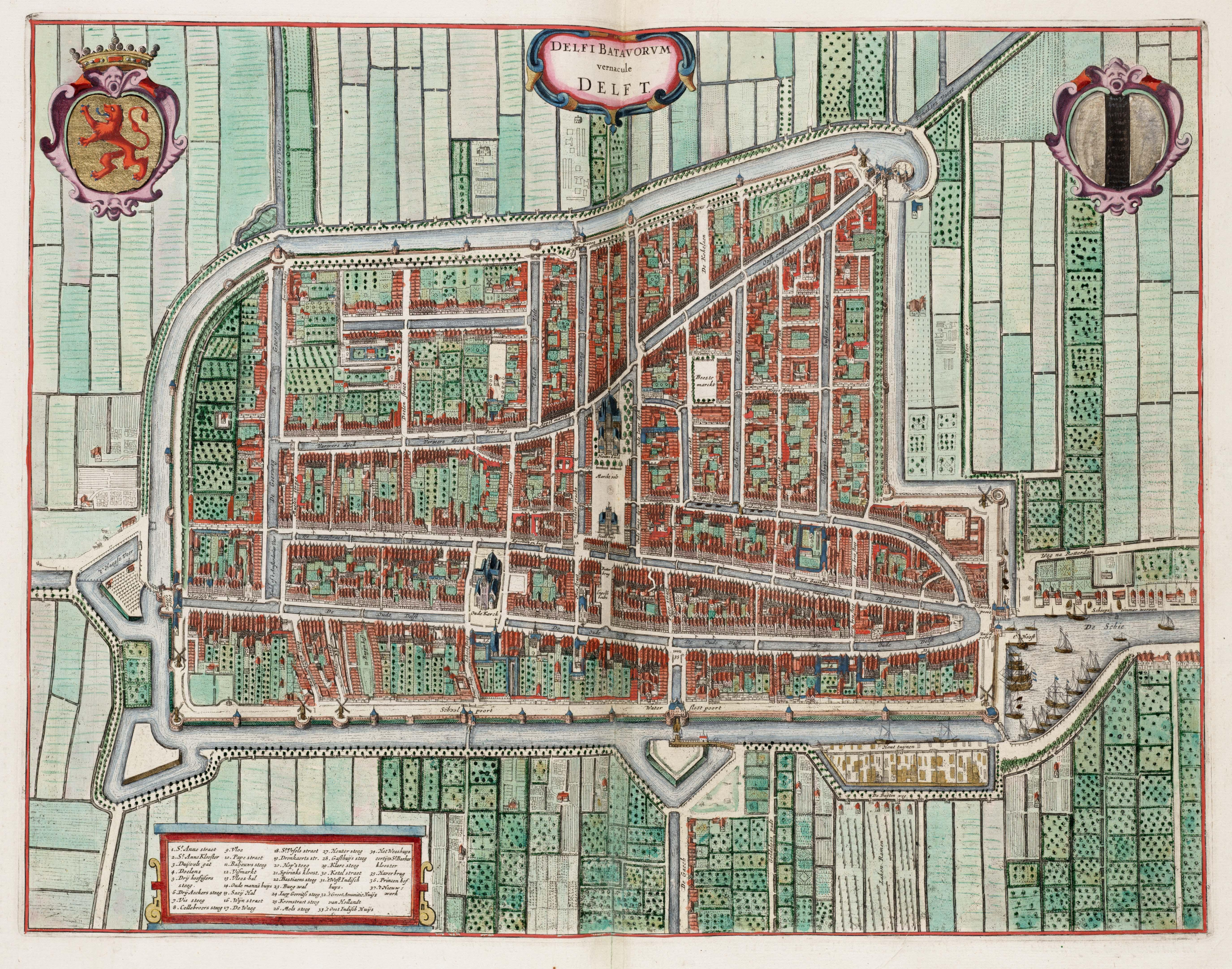
Kaart van Delft in 1652 door Blaeu

Het wapen van Delft bestaat uit een zilveren schild met daarin een verticale zwarte balk, vaak afgebeeld met golfjes erin. Deze balk staat voor een gracht ('delft'). Dit eeuwenoude wapen werd in 1816 officieel vastgesteld door de Hoge Raad van de Adel.
De gemeentevlag bestaat uit 3 horizontale banen, waarvan de binnenste zwart is en de buitenste wit. De vlag werd pas in 1996 officieel vastgesteld door de gemeenteraad maar werd al eeuwen geleden gebruikt, bijvoorbeeld op de Delftse schepen van de VOC.

## Demografie
Aan de Delftse bevolkingsopbouw valt vooral het aandeel van mannen tussen de 20 en de 30 op. In 2002 was dit aandeel ongeveer het dubbele van het Nederlands gemiddelde. Het aandeel mannen tussen 20 en 24 is zelfs bijna driemaal het landelijk gemiddelde (2014). Het aandeel van vrouwen in dezelfde leeftijdscategorie was ongeveer 25% hoger dan het landelijk gemiddelde. Oorzaak van deze verschillen is ongetwijfeld de aanwezigheid van Technische Universiteit Delft waar anno 2025 zo'n 70 procent van de studenten man is.
Op 1 januari 2024 was 59,1% van de bevolking van Nederlandse afkomst, 17% had een westerse migratieachtergrond en 23,9% een niet-westerse migratieachtergrond.
| Bevolkingsgroep          | 1998 (%) | 2003 (%) | 2013 (%) | 2023 (%) | 2024 (%) |
| ------------------------ | -------- | -------- | -------- | -------- | -------- |
| Autochtone Nederlanders  | 79,0     | 74,0     | 68,3     | 61,6     | 59,1     |
| Turkse Nederlanders      | 2,0      | 2,3      | 2,6      |          |          |
| Surinaamse Nederlanders  | 2,2      | 2,4      | 2,4      |          |          |
| Chinese Nederlanders     | 0,5      | 0,7      | 1,6      |          |          |
| Marokkaanse Nederlanders | 0,8      | 1,1      | 1,4      |          |          |
| Indische Nederlanders    | 4,0      | 3,8      | 3,2      |          |          |
| Duitse Nederlanders      | 1,8      | 1,8      | 1,8      |          |          |
| Somalische Nederlanders  | 2,1      | 2,5      | 2,5      |          |          |
| Antillianen              | 0,7      | 1,4      | 1,6      |          |          |

## Bestuurlijke indeling
| Delft is verdeeld in 13 wijken: - Wijk 11 - Binnenstad - Wijk 12 - Vrijenban - Wijk 13 - Hof van Delft - Wijk 14 - Voordijkshoorn - Wijk 16 - Delftse Hout - Wijk 22 - Tanthof West - Wijk 23 - Tanthof Oost - Wijk 24 - Voorhof - Wijk 25 - Buitenhof - Wijk 26 - Abtswoude - Wijk 27 - Schieweg - Wijk 28 - Wippolder - Wijk 29 - Ruiven | \| Inwonertallen per statistische CBS-wijk in de gemeente (2007). \| |
| Inwonertallen per statistische CBS-wijk in de gemeente (2007). |                                                                      |

Het gedeelte Poptahof (buurten Poptahof-Noord en Zuid), nog weleens gezien als een aparte wijk, is een onderdeel van de wijk Voorhof (Delft).
De buurt Harnaschpolder is geen wijk, maar onderdeel van de wijk Voordijkshoorn.
Het deel van Delft waar het spoorwegviaduct is vervangen door een ondergrondse tunnel kreeg de naam Nieuw Delft.

## Stadsbeeld

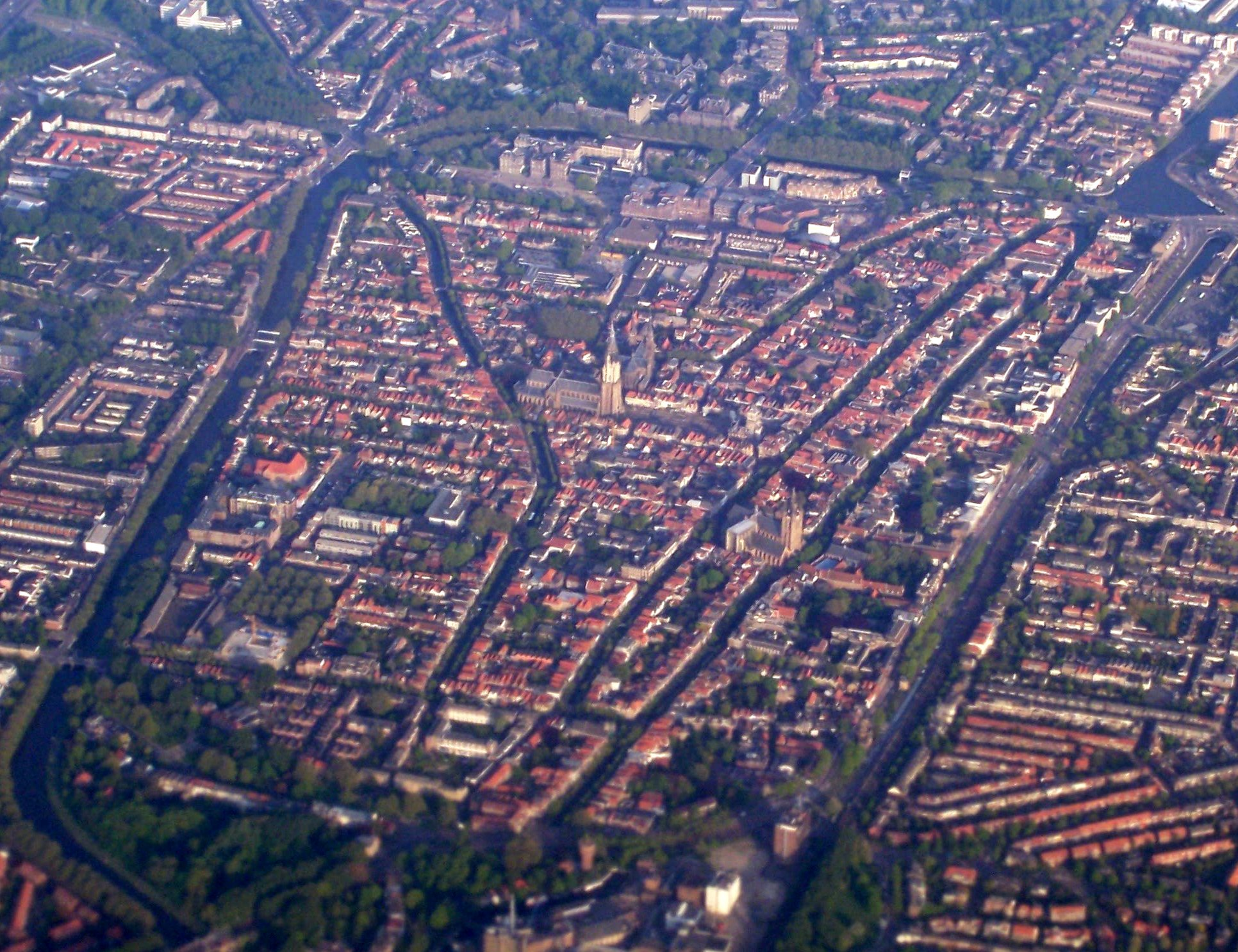
Luchtfoto van Delft vanuit het noorden

Delft heeft een historische binnenstad. Parallel, en grofweg in noord-zuidrichting, lopen de grachten Oude Delft en Nieuwe Delft. Die laatste is beter bekend als achtereenvolgens Lange Geer, Koornmarkt, Wijnhaven, Hippolytusbuurt en Voorstraat.
Tussen deze beide grachten in staat, op wat vermoedelijk de oudste bebouwde locatie van de stad is, de Oude Kerk met haar karakteristieke toren. Die toren wordt de 'Oude Jan' genoemd. Nabij de Oude Jan bevinden zich het Gemeenlandshuis van Delfland met een gotische gevel en het Prinsenhof.
Ten oosten van de twee grachten werd de stad in de loop der eeuwen uitgebreid. Aan de Markt, een zeer ruim plein, staat de Nieuwe Kerk met hierin het praalgraf van Willem van Oranje en de Koninklijke grafkelder. De toren van de kerk is de op een na hoogste kerktoren van Nederland. Eveneens aan de Markt, tegenover de kerk staat het Delftse stadhuis, dat door Hendrick de Keyser in 1618-1620 werd gebouwd rondom het oudste gebouw dat Delft tegenwoordig nog heeft: een toren genaamd het Oude Steen. Op de Markt staat een standbeeld van Hugo de Groot, de rechtsgeleerde die in 1583 in Delft werd geboren.
De Beestenmarkt is vooral in de zomer het uitgaanscentrum van Delft, maar ook op andere plekken nabij de Markt bevinden zich volop horecagelegenheden – met name op de route Burgwal, Brabantse Turfmarkt, Kromstraat, Markt, Nieuwstraat.

## Lakenproductie
Een van de eerste producten waarin in Delft handel werd gedreven is laken. Hoewel laken als wollen stof vergankelijk is, hebben archeologen aan de hand van de eraan bevestigde loodjes, die pas na verwerking tot kleding werden verwijderd, kunnen vaststellen waar weverijen waren gevestigd.
Gedurende de middeleeuwen werden in de omgeving van Delft niet veel schapen gehouden, zodat wol uit Engeland en Schotland geïmporteerd moest worden om aan de grote vraag te kunnen voldoen. In Delft werd evenals in Leiden waarschijnlijk al vanaf het begin van Engelse wol gebruik gemaakt. Het laken dat uit deze wol werd vervaardigd, was van een goede kwaliteit en onderging verschillende keuringen.
De wol kwam aan bij het wanthuis vlak bij de Cameretten, dat al in 1316 wordt vermeld als keurplaats. Na de keuring onderging de wol verschillende behandelingen, zoals het kammen en spinnen op klosjes en later op het spinnewiel. Hierna volgde het weefproces op een weefgetouw, waarna de stof werd voorzien van een loodje met merkteken van de wever. Vervolgens ging het weefsel weer ter keuring terug naar het wanthuis. Na goedkeuring werd de stof voorzien van een loodje. De volgende behandelingen waren het vollen aan de Volstraete (tegenwoordige Voldersgracht), waarbij de stof bij drogen kromp, en waarna ze opgerekt moest worden. Hier volgde weer een zegel. Vervolgens werd de stof in kokend water met kleurpigmenten gekleurd en getoetst aan de hand van kleurstalen. Dit verven gebeurde aan de oostkant van de stad nabij de Verwersdijk. Ook hierna volgde een zegel. Na het drogen op rekken, werd de stof opgevouwen en van een zegel (eindloodje) met het stadswapen voorzien.
Aangezien er lakenloden vanaf de dertiende tot aan het eind achttiende eeuw zijn aangetroffen, blijkt dat Delft een grote rol speelde in de lakenhandel. De loden hadden behalve het aangeven van de lengte en kleur nog een andere functie, ze zeiden namelijk iets over de kwaliteit door twee grootzegels voor de puik (beste) lakens, en mindere kwaliteit met kleinere zegels.
De lakense producten werden ook naar andere steden verhandeld, wat blijkt uit vondsten van de Delftse lakenloodjes in Amsterdam, Enkhuizen, Hoorn en Leeuwarden.

## Bierhistorie
Uit de historie van Delft blijkt dat bier zeer bepalend voor de (economische) groei van de stad is geweest.
In veel middeleeuwse steden moest vanwege het gebruik van water worden gekozen uit twee belangrijke inkomstenbronnen: de tak van het bierbrouwen of de lakennijverheid. Dat waren twee tegenstrijdige belangen; voor bier had men veel schoon water nodig, terwijl de lakenbereiders en leerlooiers het water in grote mate vervuilden. In Delft koos men grotendeels voor het bierbrouwen, omdat men bier voor het gewone volk de beste drank achtte. De welgestelden dronken veelal wijn; dit was een voor hen betaalbare drank. Melk werd in die tijd nauwelijks gedronken, omdat velen lactose-intolerant waren en de melk snel bedierf.
Bij het brouwen van bier is men gebaat bij goede kwaliteit water. Water was in de grachten van Delft volop aanwezig. Om aan de eisen van zuiverheid van het water te voldoen, werd dit water dat licht zuur was, betrokken uit het veengebied ten noorden van de stad. Deze veengronden bleken behalve voor het winnen van turf als brandstof, ook geschikt voor de verbouw van voor het bier benodigde granen en het toen nog gebruikte gruit. Om vervuiling van het grachtenwater tegen te gaan werd besloten dat niet meer op de grachten geloosd mocht worden, maar de latrines voortaan in beerputten te legen. In het oostelijk deel van de stad was echter ook nog oude leer- en textielnijverheid. Door middel van allerlei afsluitingen werden de twee soorten wateren gescheiden gehouden.
De brouwers waren verenigd in een gilde, dat ook het bierquotum bepaalde om ook de kleine brouwers kans op bestaan te geven. De maximum productie lag op 155 liter per week. Grote brouwers kochten echter de niet gebruikte quota van de kleinere brouwers, waardoor soms kleine brouwers zelfs werden uitgekocht. Later in de 16e eeuw werd de quotering versoepeld, waardoor meer kleine brouwerijen het loodje legden. Toch liep de productie van het bier in 1514 op tot rond 155.000 vaten, terwijl dat in 1554 al was opgelopen tot meer dan 500.000 vaten, waarvan 80% export was bestemd.
De vele brouwerijen die de stad rijk was, produceerden niet alleen voor de lokale bevolking, maar er werd ook bier geëxporteerd naar Zeeland en Vlaanderen. Rond 1550 was Delft de grootste bierproducent van Holland.
Het bierbrouwen bracht veel nevenactiviteiten voort, zoals het door kuipers maken van biervaten, de behoefte aan kruiers voor de aanvoer van grondstoffen en vervoer van de vaten door de stad, transporteurs met boten voor het te exporteren bier, bierhandelaren en herbergiers.
Grote brouwers verdienden rond 1500 zo veel, dat zij zich konden veroorloven hun huizen van natuurstenen voorgevel te voorzien, zoals Jan de Huyter. Veel van deze huizen zijn nog herkenbaar aan de details, zowel in het interieur als aan het exterieur. Deze panden zijn gelegen aan de twee hoofdgrachten van Delft: het Oude Delft en de parallel hieraan lopende Nieuwe Delft.
De Tachtigjarige Oorlog was er de oorzaak van dat de afzetmarkten in de katholieke Zuidelijke Nederlanden terugliepen en door concurrentie van eveneens het bier producerende Rotterdam en Haarlem, liep het aantal brouwerijen fors terug van ruim 80 in 1600 tot 17 in 1670, terwijl in 1740 nog maar tien actief waren. Ook de drinkgewoonten waren veranderd, doordat men thee, koffie en cacao ging gebruiken, en de wijn werd voor veel Delftenaren betaalbaar.
Namen uit de glorietijd van het Delftse bier waren: Pharao, Israel, Moselair en Delftsche kuyte.
In veel oude bierbrouwerijen werden plateelbakkerijen gevestigd, omdat veel apparatuur hierbij nog kon worden hergebruikt en de ruimte hiervoor functioneel was, en werden de historische namen veelal gehandhaafd, zoals de Griex A en De Dissel. De laatste in Delft nog functionerende brouwerij, was de Gekroonde 'P'  (voorheen de Gekroonde 'B'  en daarvoor Het Vliegend Hert), die vanaf 1625 tot 1922 in bedrijf was. Andere brouwerijen waren: Bierbrouwerij Van Lennep & Co (tot 1900), Bierbrouwerij De Verkeerde Wereld, Flinke Jongens (1917-2020) en Bierhistorie Delft (2007-2019).
Sinds 2011 heeft Delft weer een 'eigen' Stadsbrouwerij luisterend naar de naam "Koperen Kat", genoemd naar de traditionele koperen ketels waarin bier gebrouwen werd, gecombineerd met een deel van de achternaam van de oprichter Rolf Katte. Deze aan de Schieweg gelegen brouwerij brouwt meer dan 12 soorten bier, die voornamelijk worden geschonken door lokale horeca. Door het uitbreidend succes, mede doordat het ook in de supermarkten van de Delftse regio te koop is en de populariteit onder de Delftse studenten, groeit de brouwerij in productie van ooit 1000 liter per zes weken naar 9000 liter per maand.
Andere actieve brouwerijen in Delft zijn: Joffer Craft (sinds 2017), Delftse Brouwers (sinds 2019), Bierfabriek Delft (sinds 2013) en Brouwerij de Bolle Paap (sinds 2017).

## Bezienswaardigheden

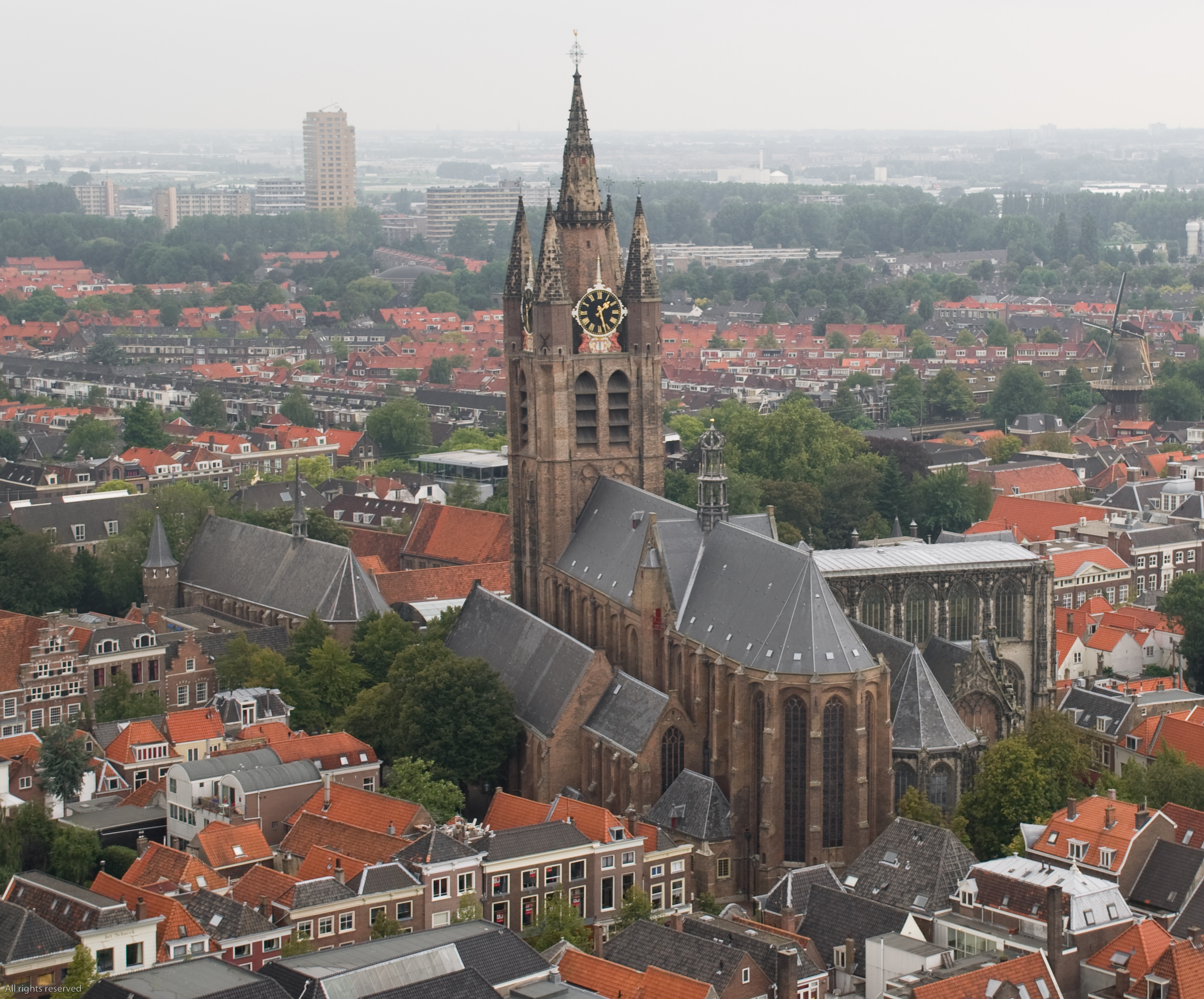
De Oude Kerk

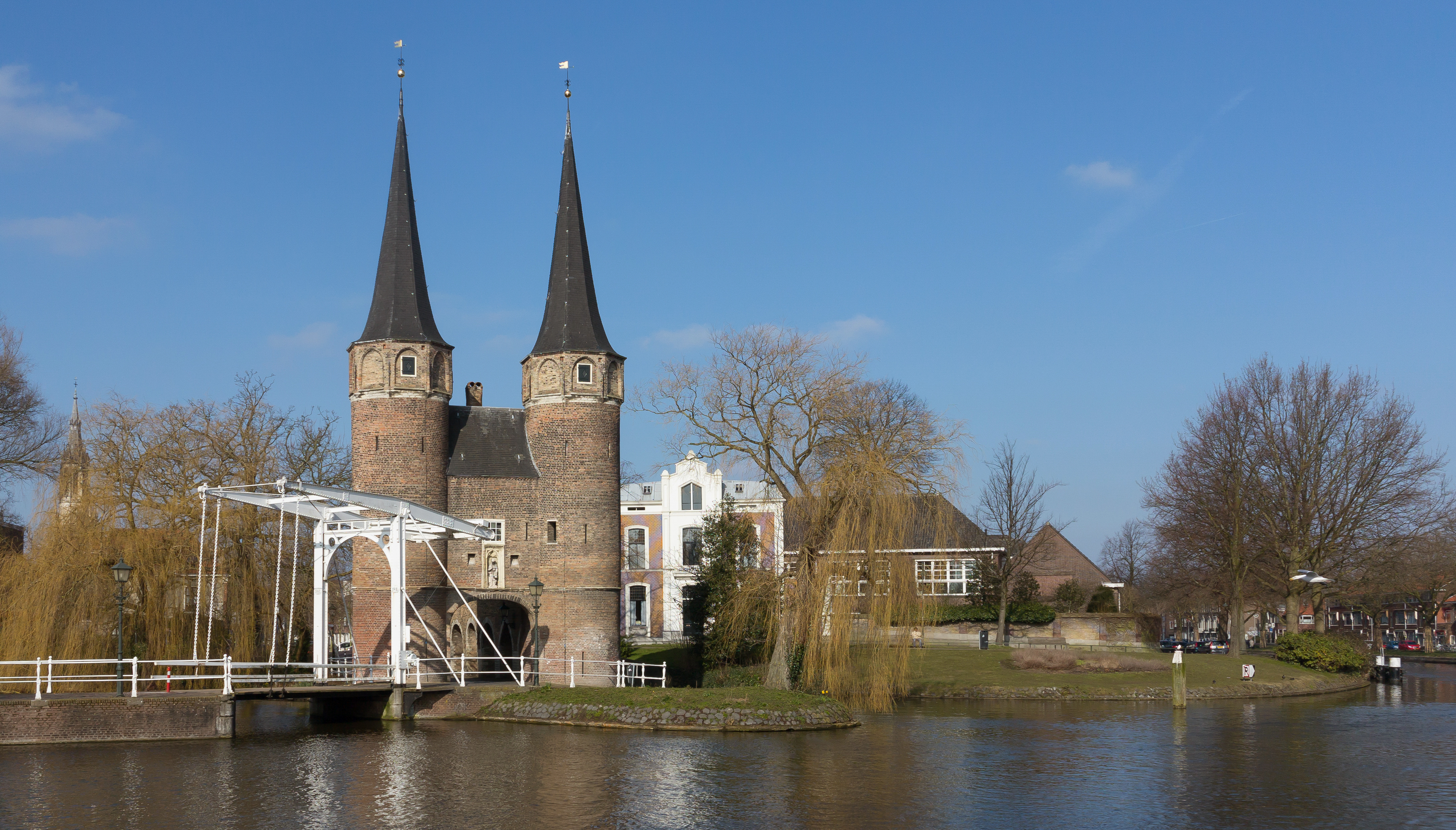
De Oostpoort

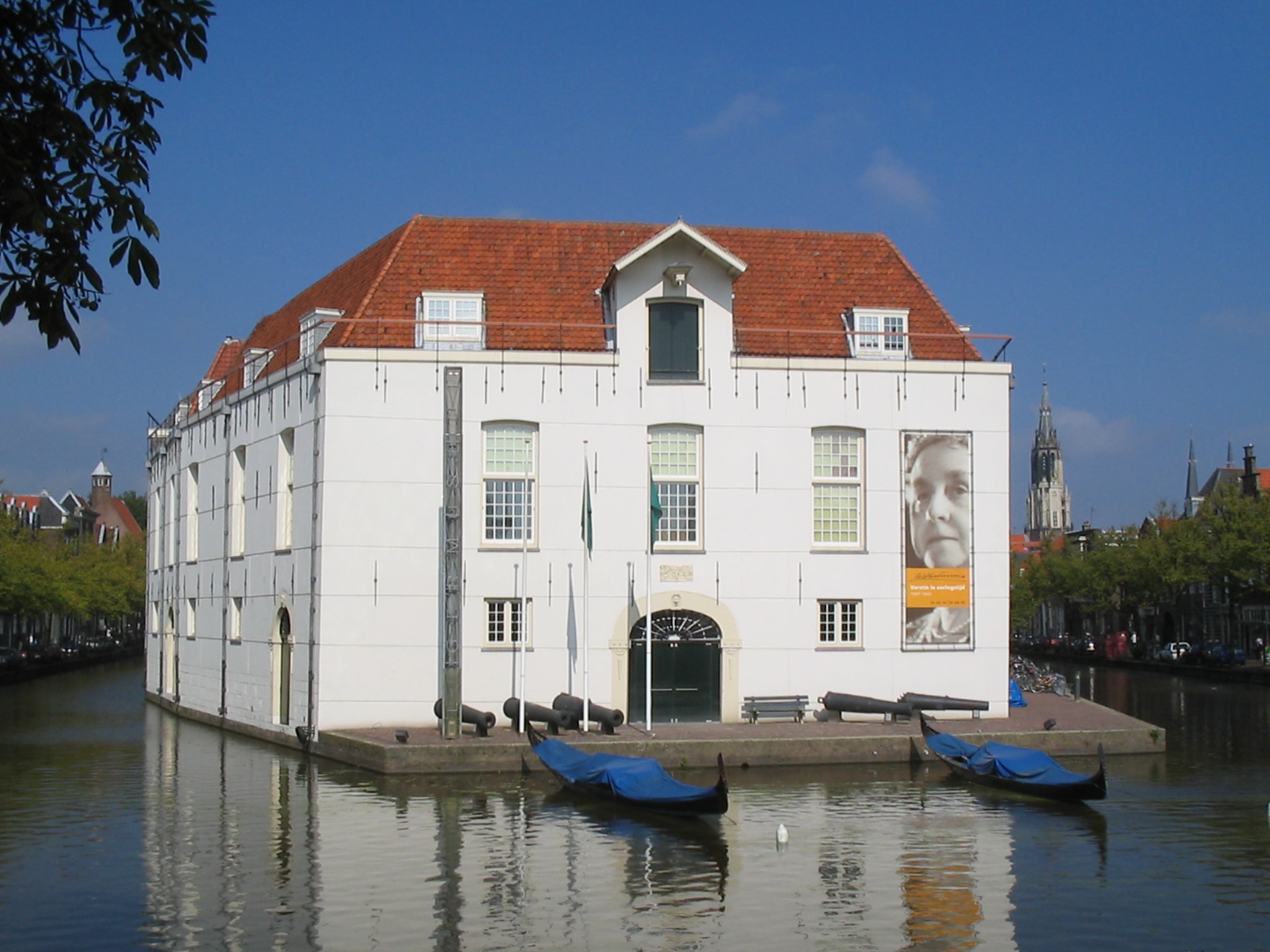
Het voormalige Legermuseum

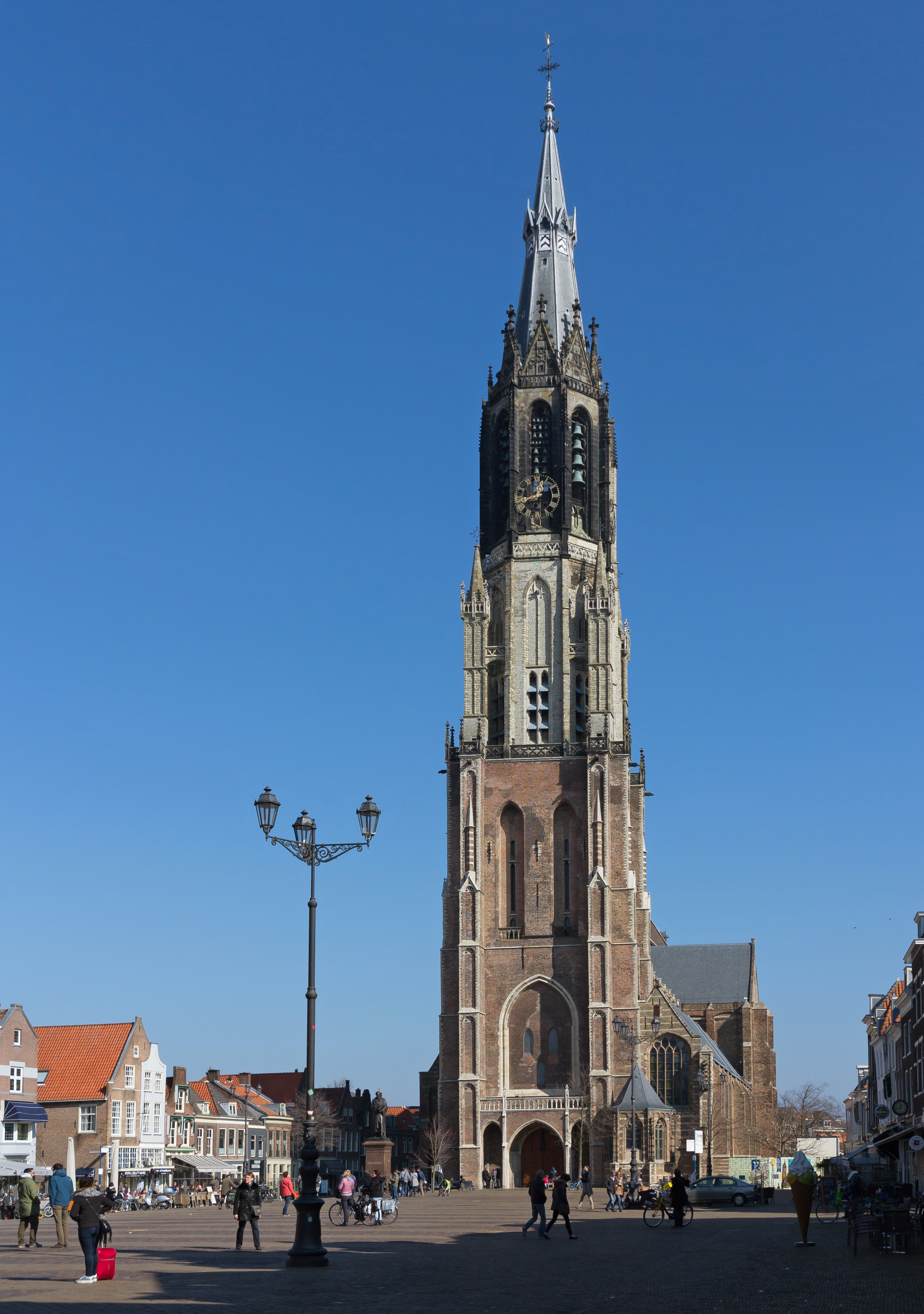
De Nieuwe Kerk

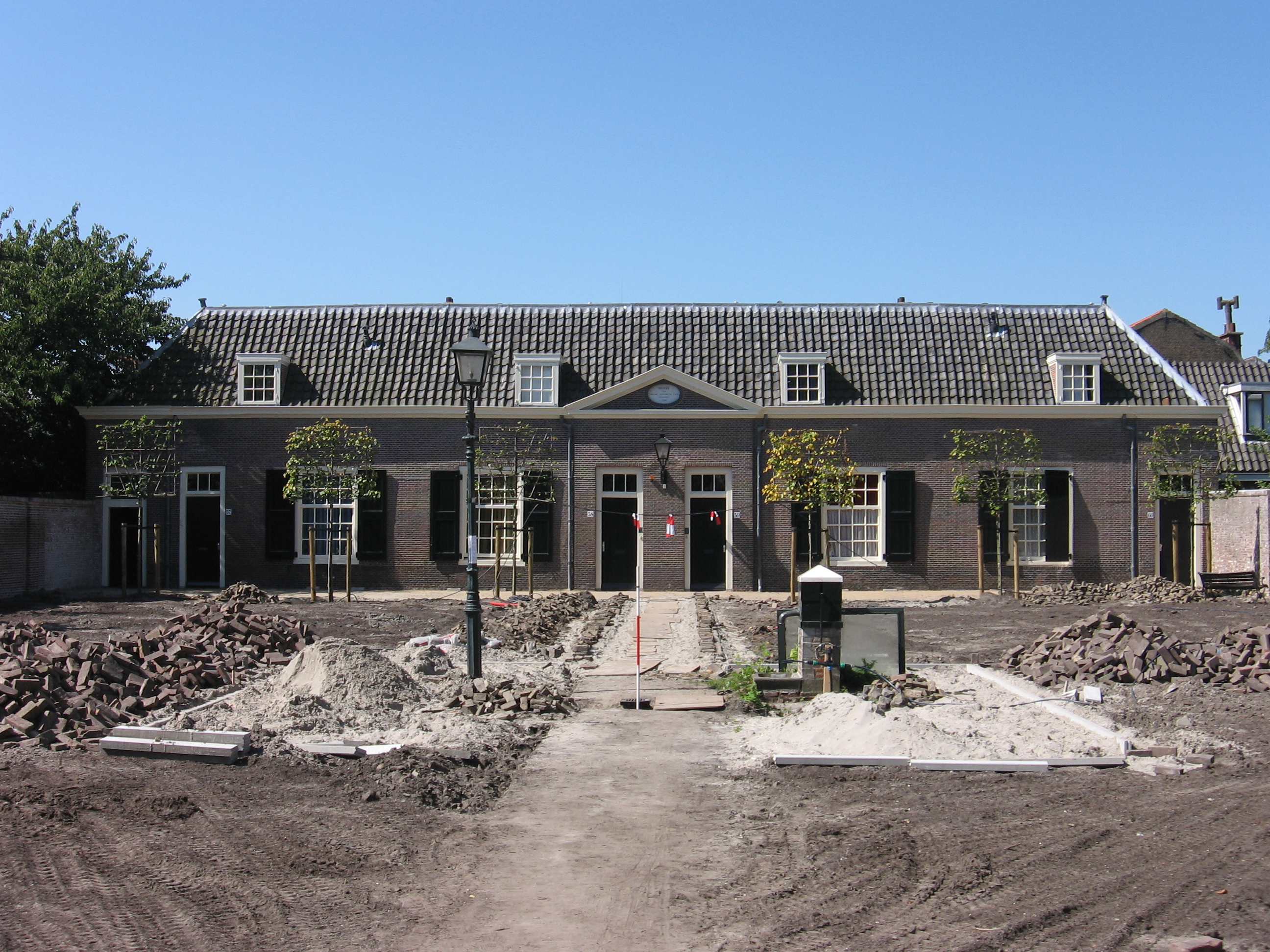
Het Hofje van Pauw

### Monumenten
Voor rijksmonumenten, gemeentelijke monumenten, en oorlogsmonumenten in de gemeente, zie:
- Lijst van rijksmonumenten in Delft
- Lijst van gemeentelijke monumenten in Delft
- Lijst van oorlogsmonumenten in Delft
- Lijst van Stolpersteine in Delft

### Kunst in de openbare ruimte
In de gemeente Delft zijn diverse beelden, sculpturen en objecten geplaatst in de openbare ruimte, zie:
- Lijst van beelden in Delft

### Monumentale gebouwen
- Stadhuis van Delft
- Waag van Delft
- Oostpoort, stadspoort uit circa 1400
- Gemeenlandshuis
- Meisjeshuis
- Sint-Barbaraklooster
- Het Wapen van Savoyen
- Koornbeurs, vroegere vleeshal
- Kruithuis
- Molslaan 104
- Molen De Roos
- Sint-Huybrechtstoren
- Watertoren Delft
- Rietveldse Toren

### Kerken en andere religieuze bouwwerken
- Genestetkerk
- Maria van Jessekerk
- Nieuwe Kerk met het praalgraf Willem van Oranje en de Grafkelder van Oranje-Nassau
- Oud Katholieke kerk aan het Bagijnhof
- Oude Kerk
- Sultan Ahmed Moskee
- St. Hippolytuskapel
- Synagoge
- Vredeskerk of Sacramentskerk
- Zuiderkerk

Zie ook kerken in Delft voor een overzicht van alle kerken

### Hofjes
Er zijn in Delft vier hofjes over van de zeven die de stad ooit rijk was. Dit zijn het hofje van Gratie, hofje van Pauw, het Klaeuwshofje, het Hofje van Almonde. Daarnaast zijn er ook moderne hofjes zoals het Huigh de Groothof.

### Beschermde stadsgezichten
Delft kent vier beschermde stadsgezichten:
- Rijksbeschermd gezicht Delft
- Rijksbeschermd gezicht Delft - Agnetapark
- Rijksbeschermd gezicht Delft - Nieuwe Plantage
- Rijksbeschermd gezicht Delft - TU-wijk

### Overige bezienswaardigheden
- Agnetapark
- Bagijnetoren
- Botanische Tuin TU Delft
- Markt
- Oostpoort
- Prinsenhof

### Straten, lanen, grachten, pleinen en parken

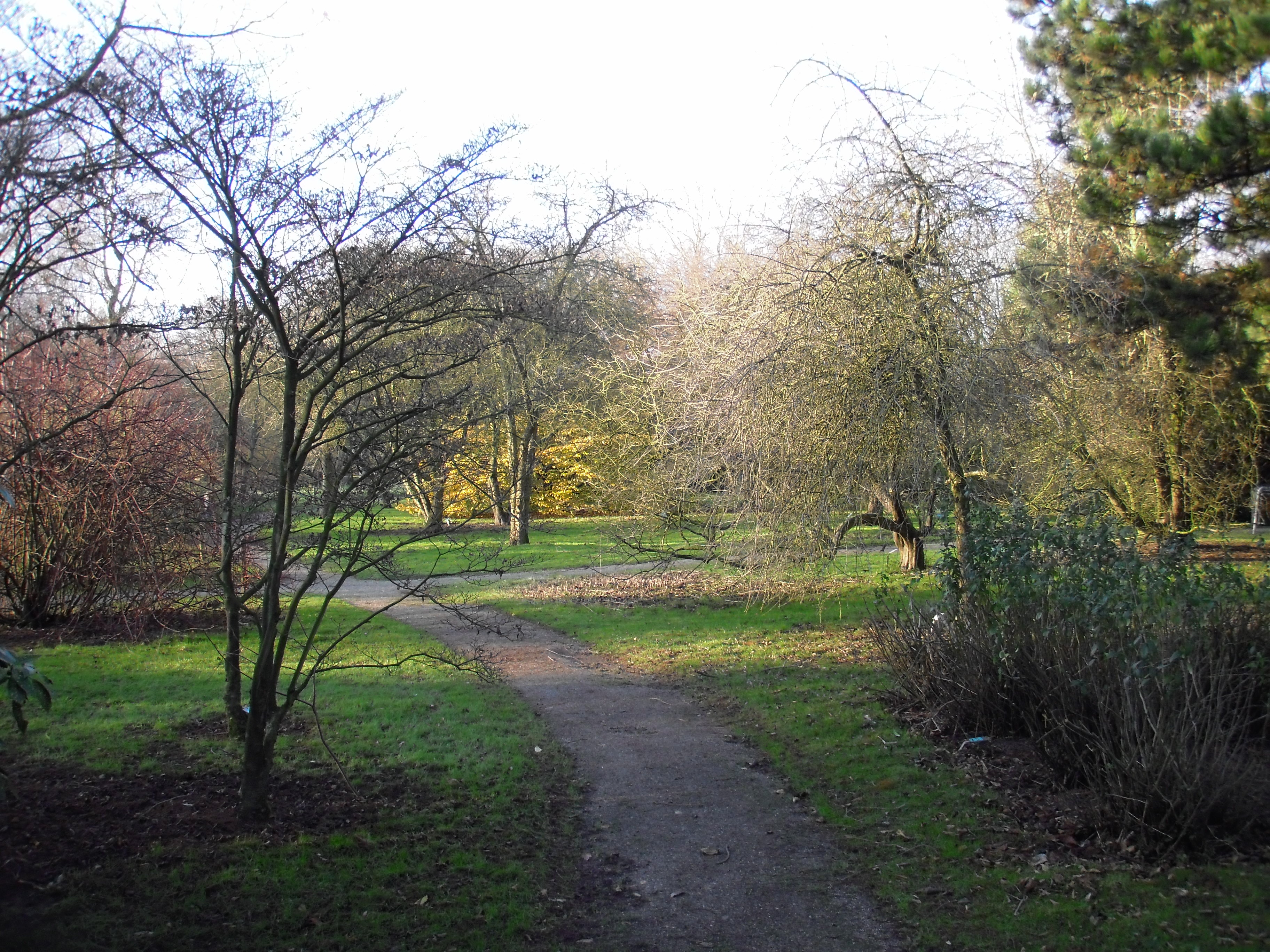
Arboretum Heempark
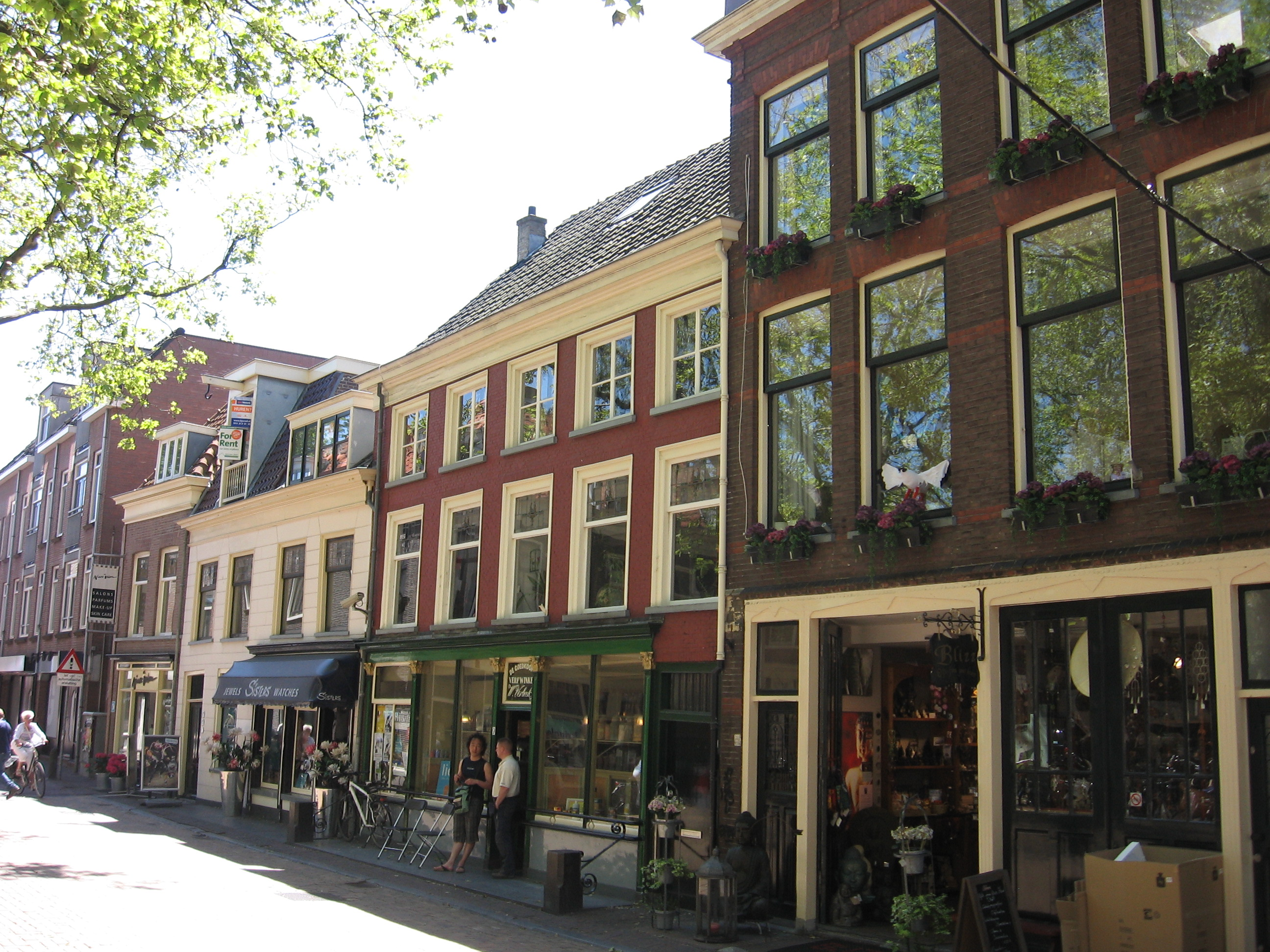
Beestenmarkt
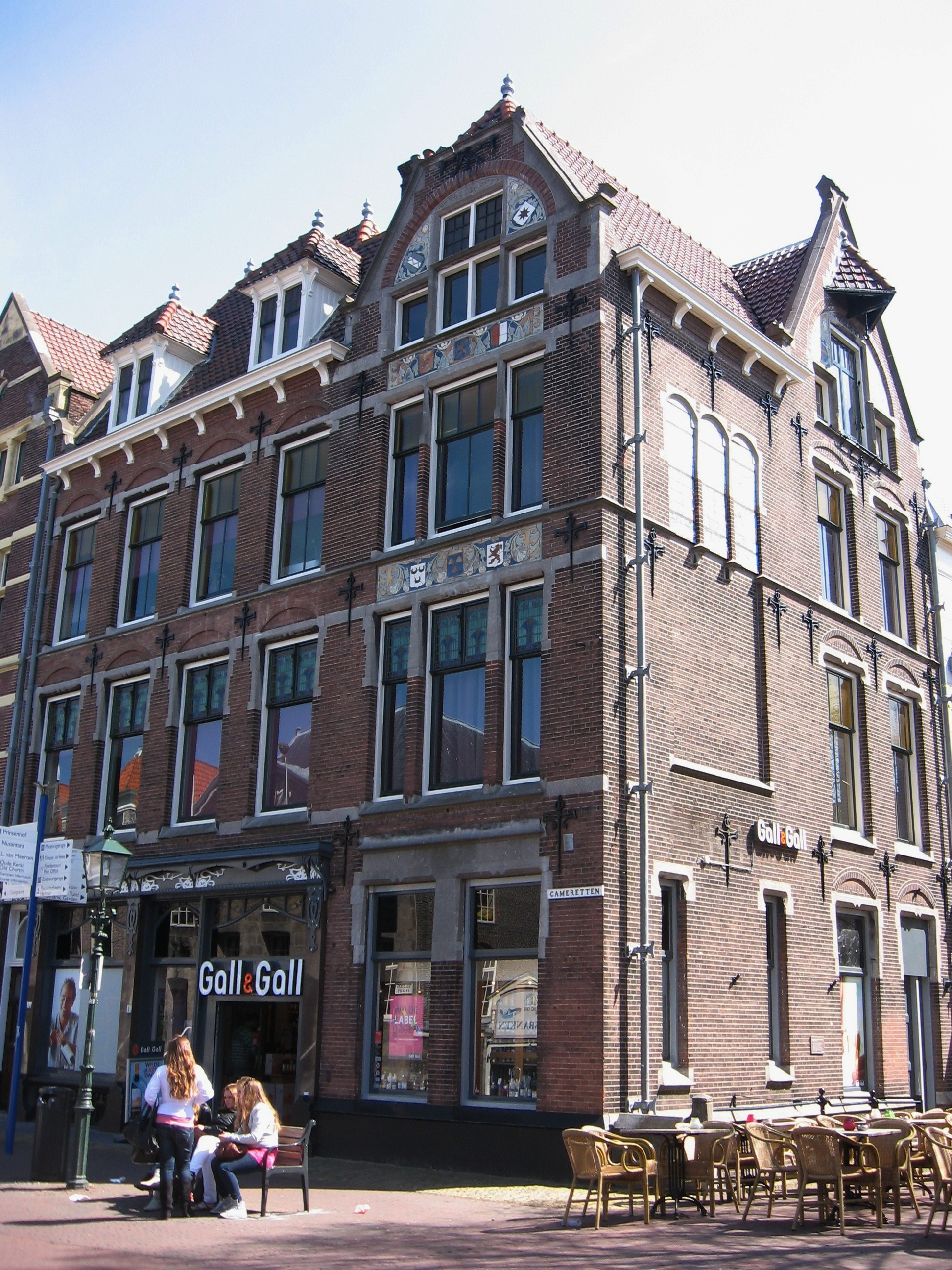
Cameretten
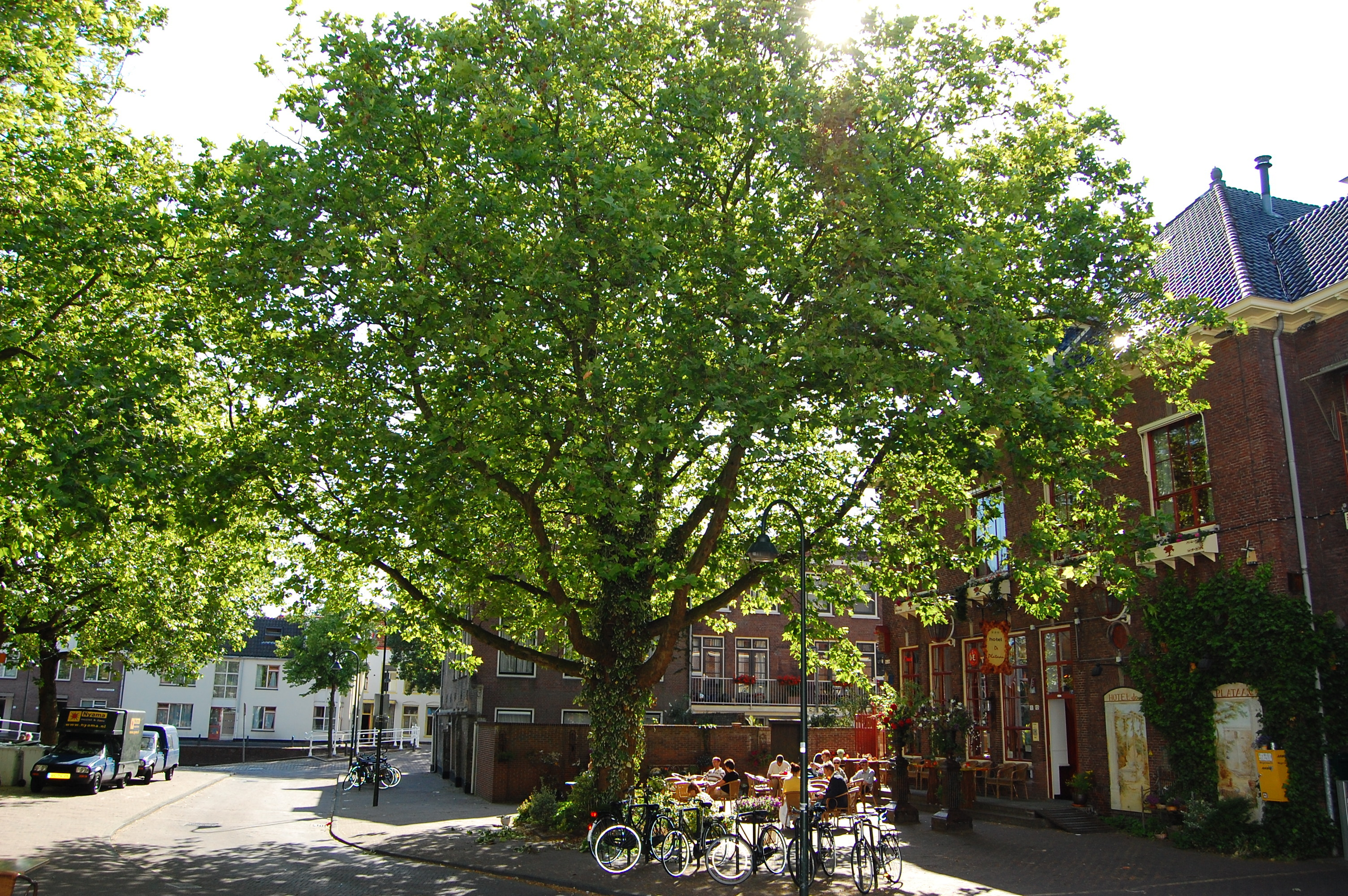
Doelenplein
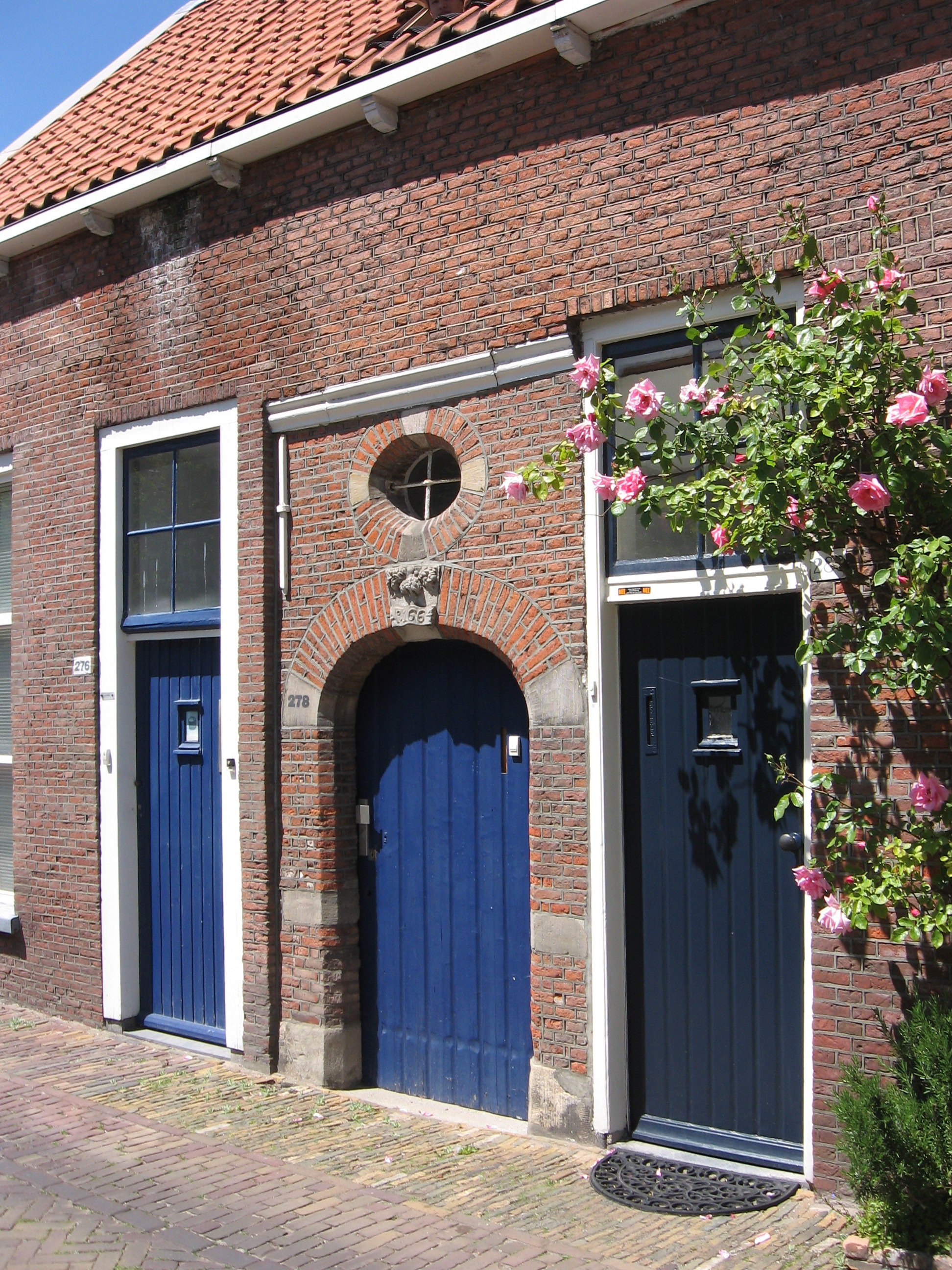
Gasthuislaan
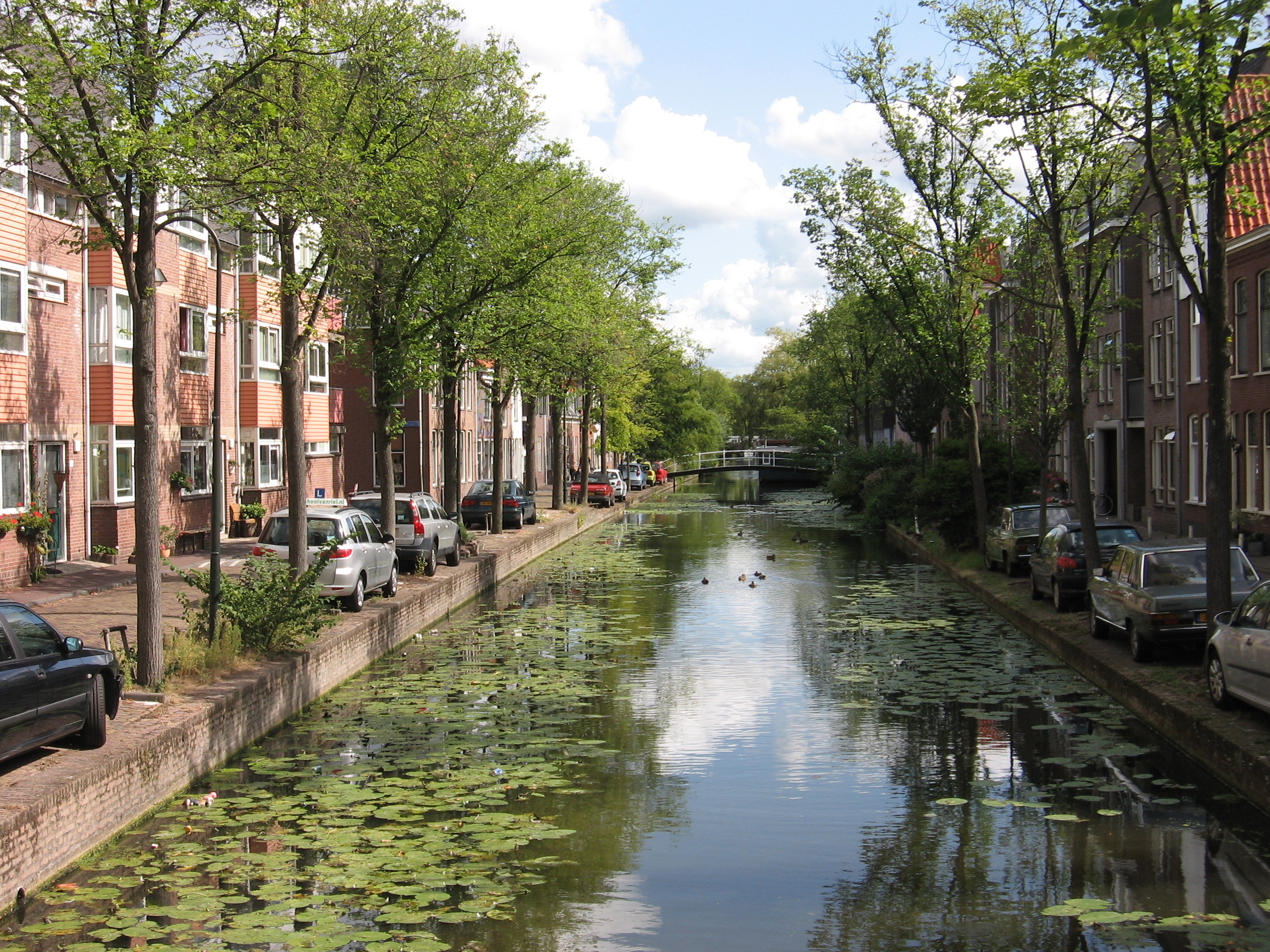
Kantoorgracht
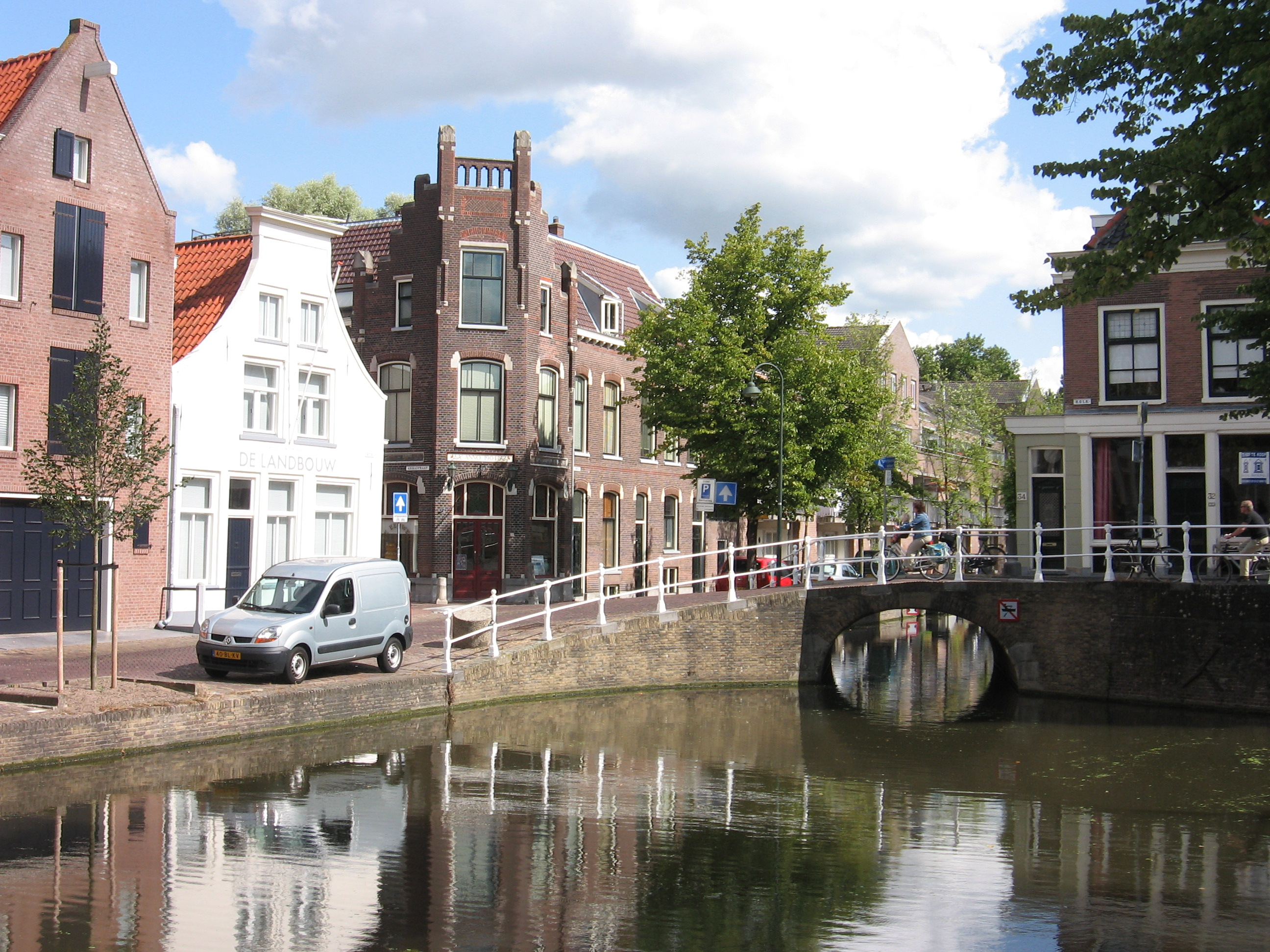
Kolk en de Annastraat
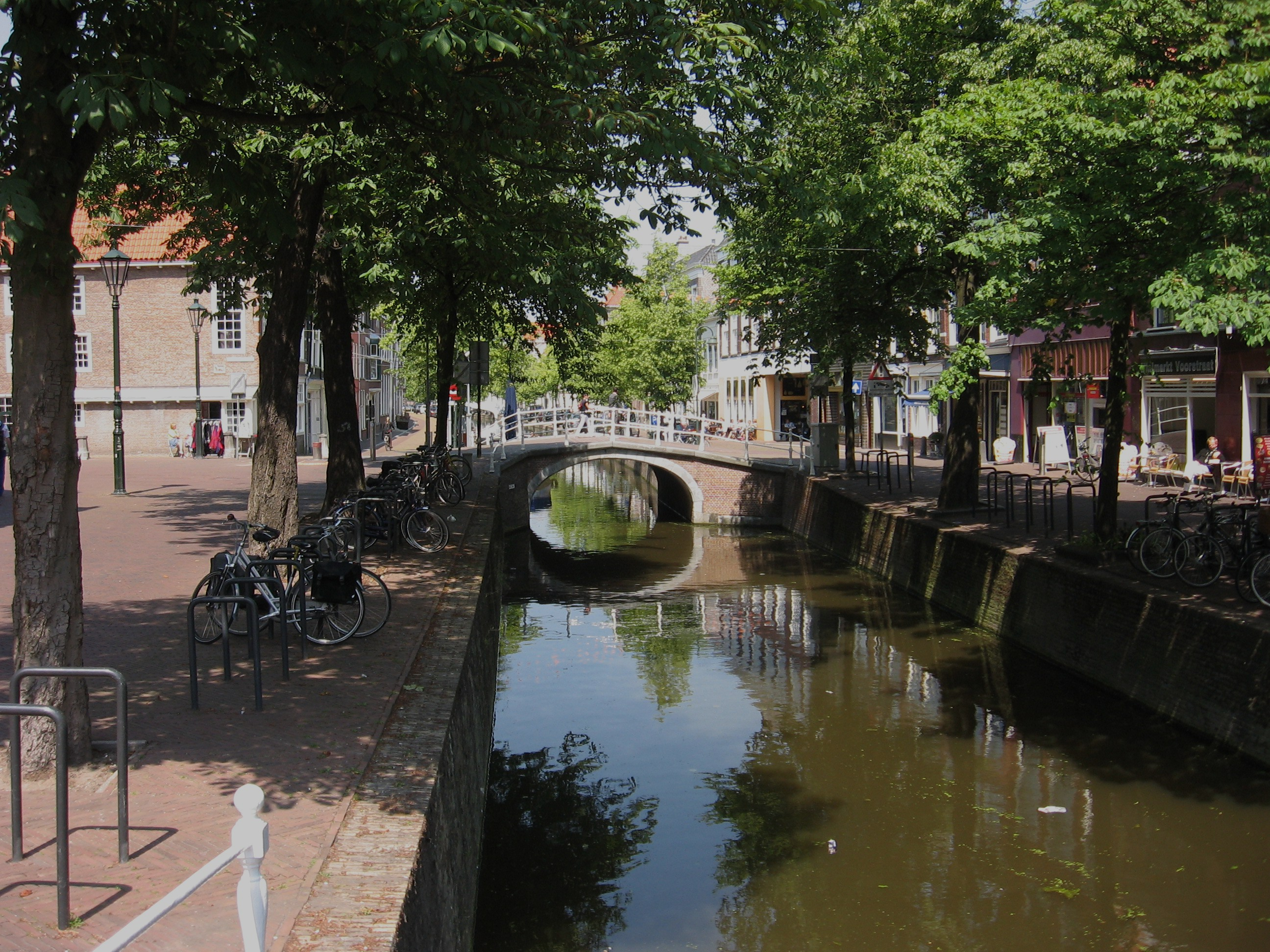
Nieuwe Delft
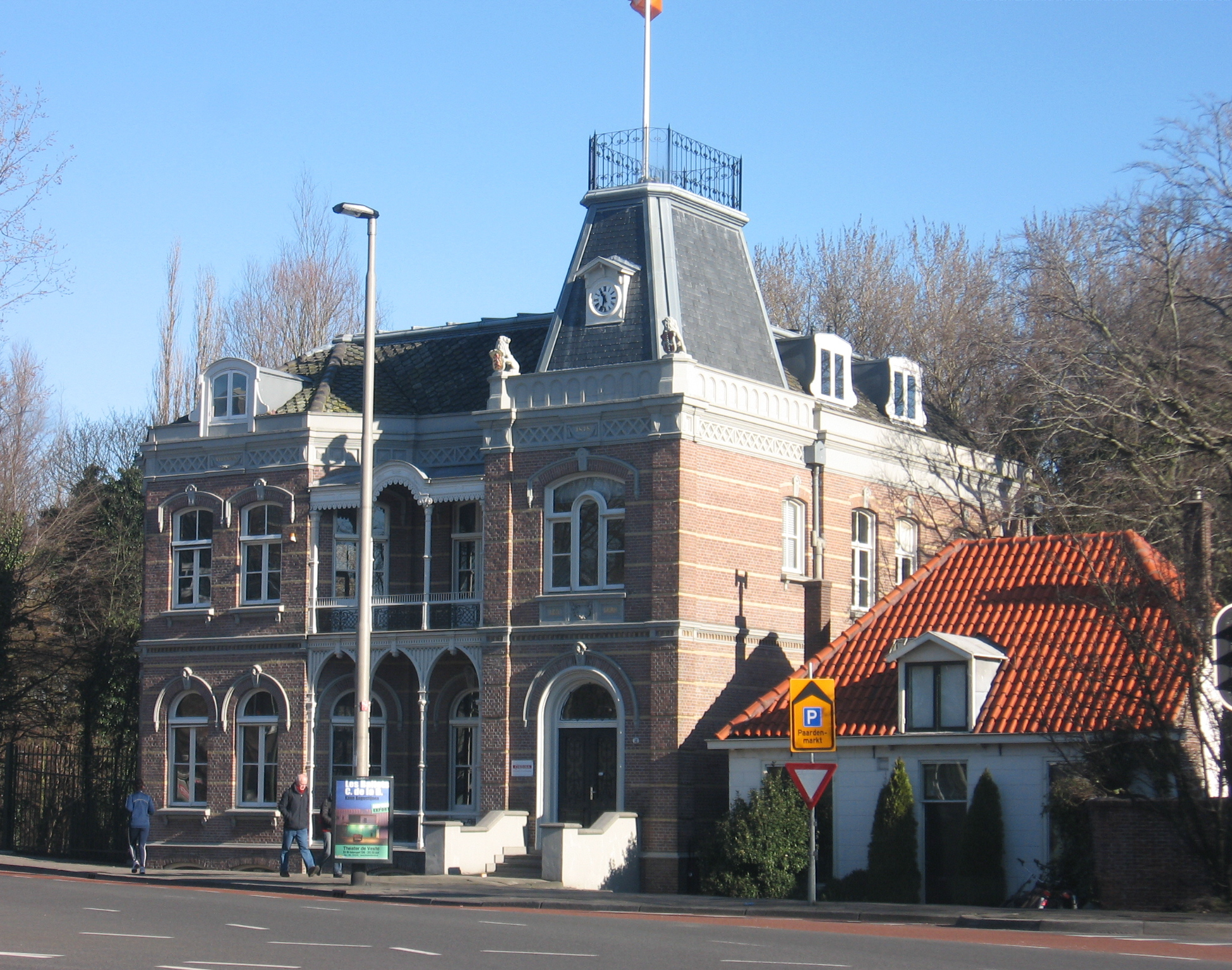
Nieuwe Plantage
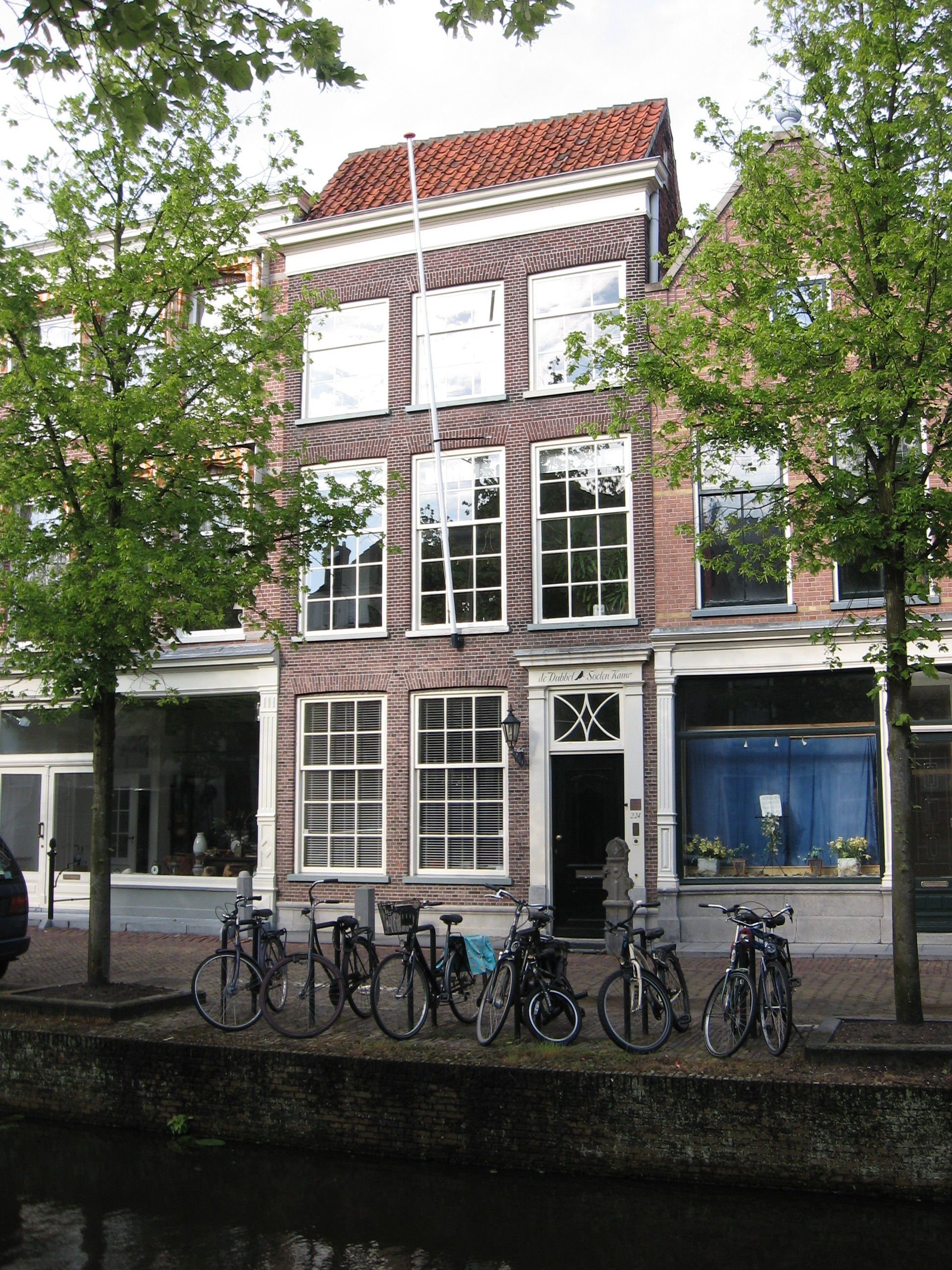
Oude Delft
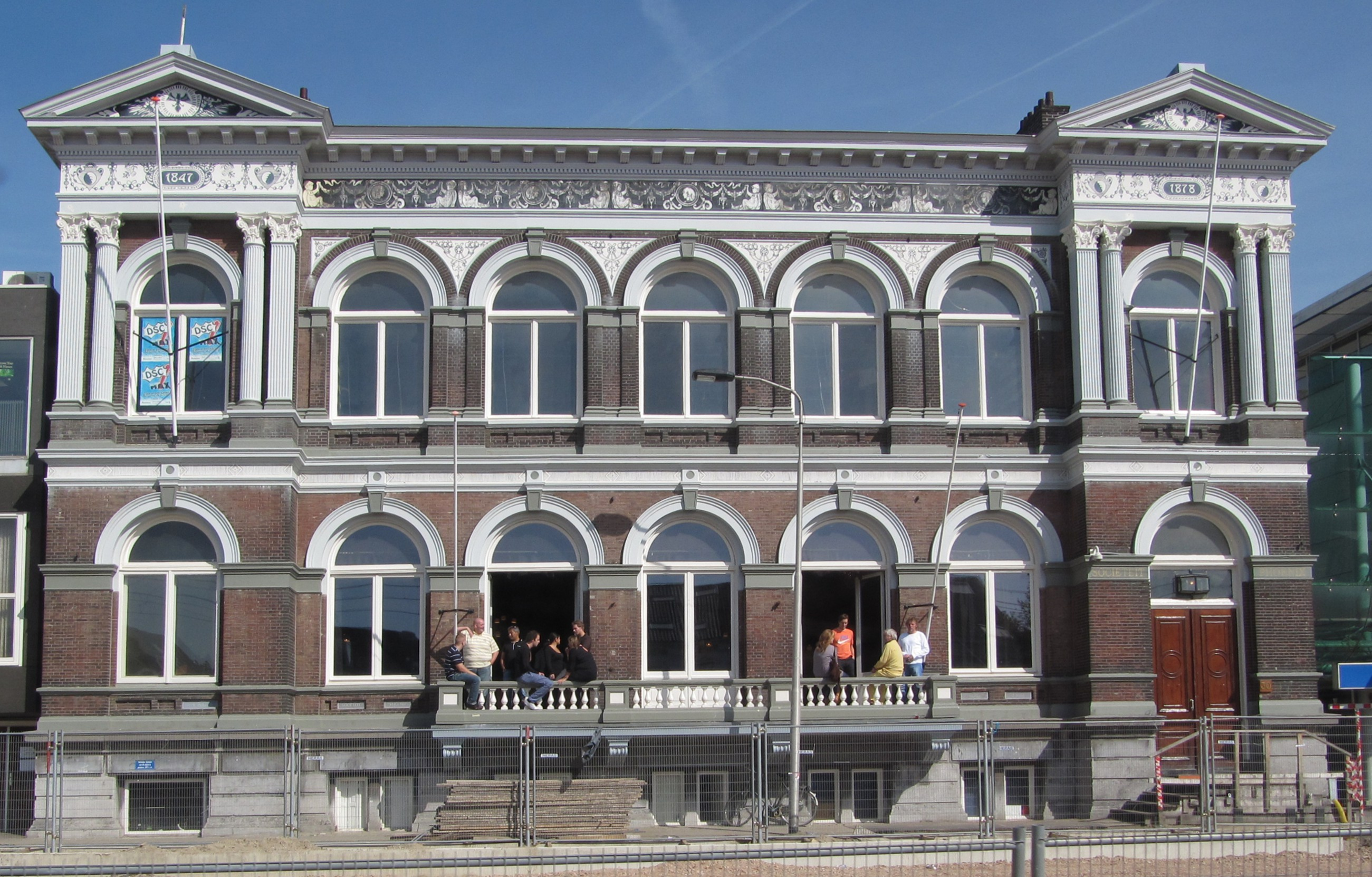
Phoenixstraat
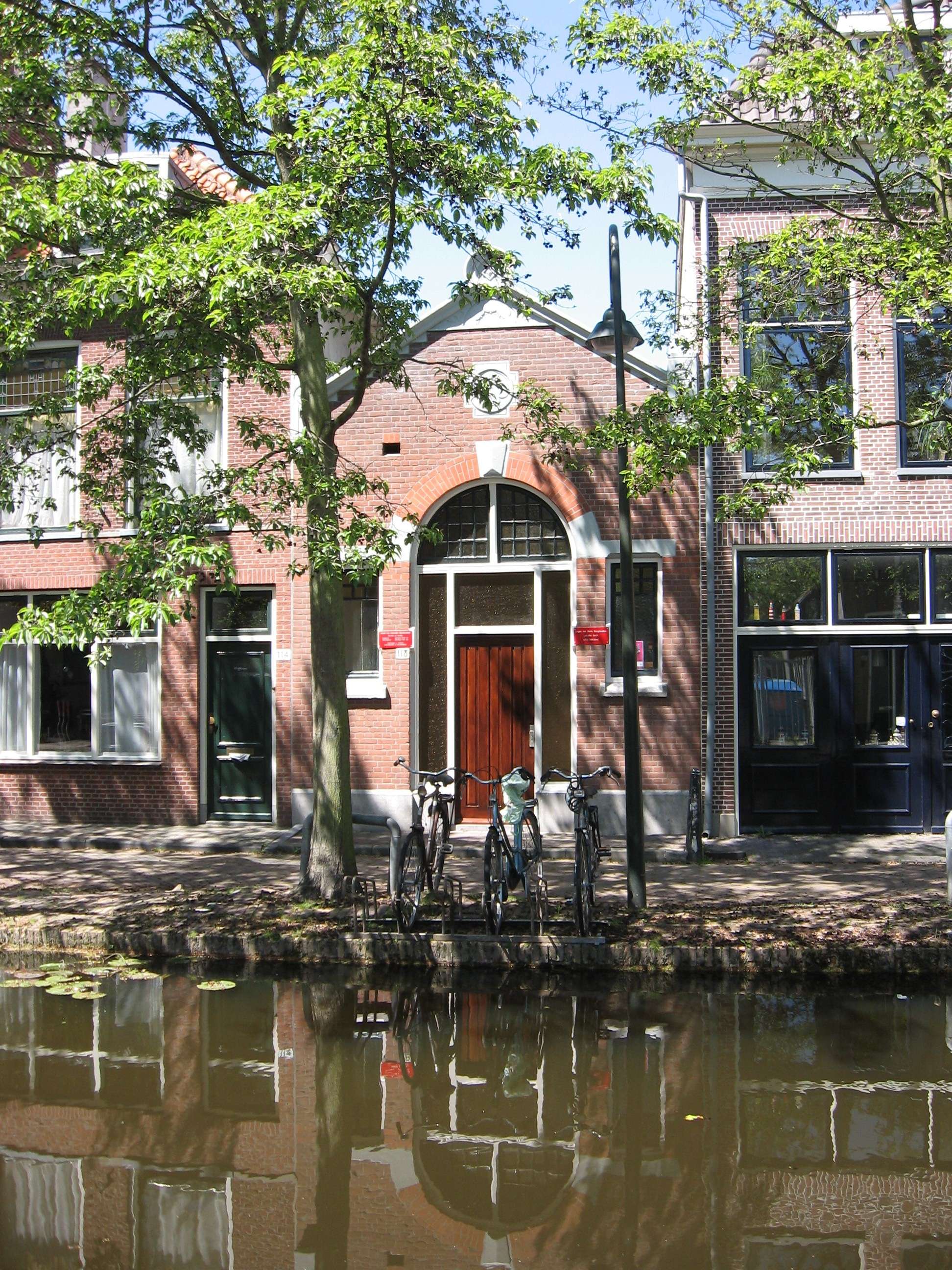
Rietveld
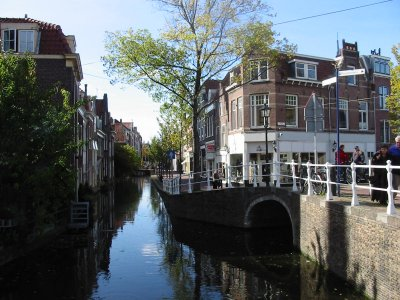
Voldersgracht
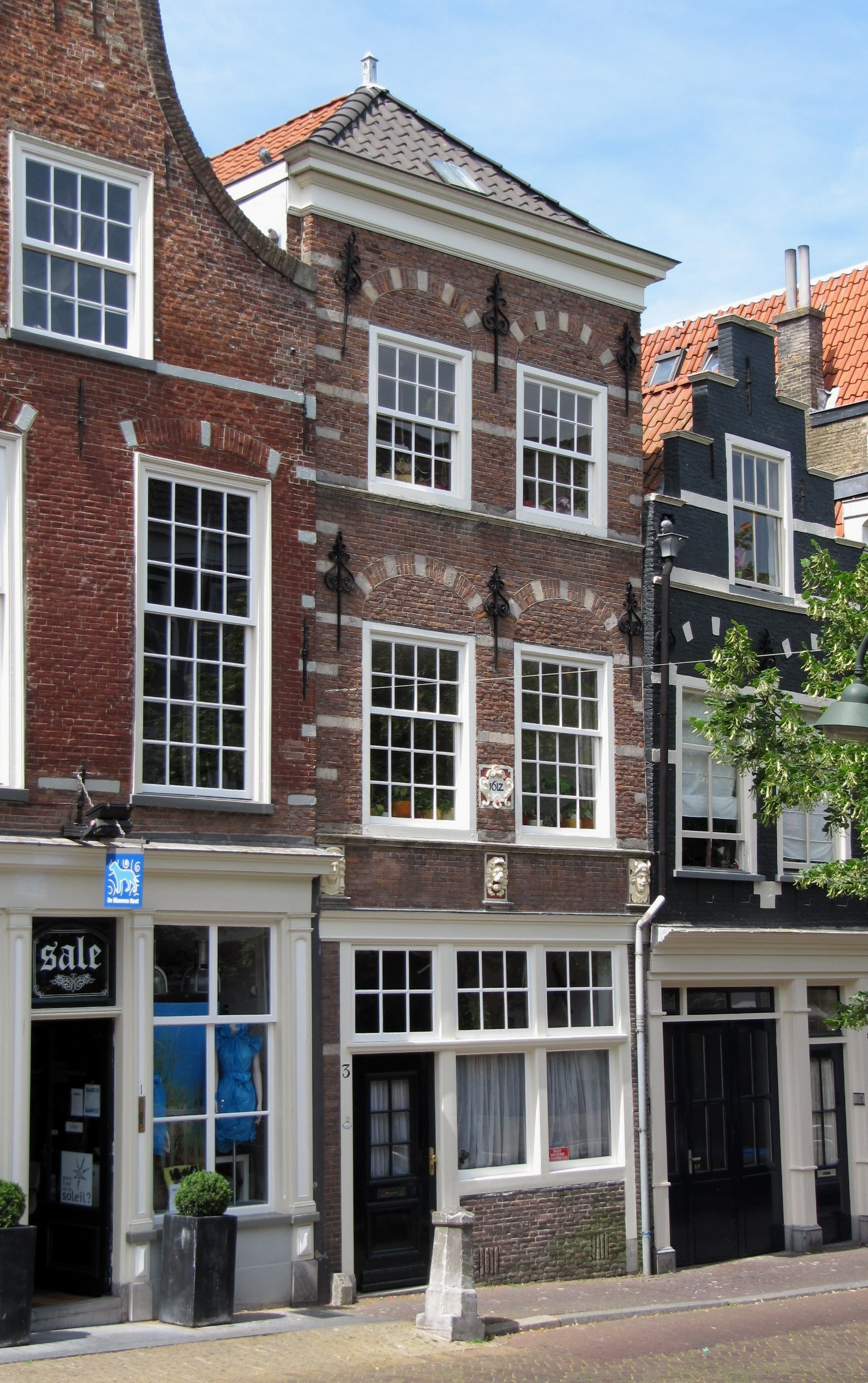
Voorstraat
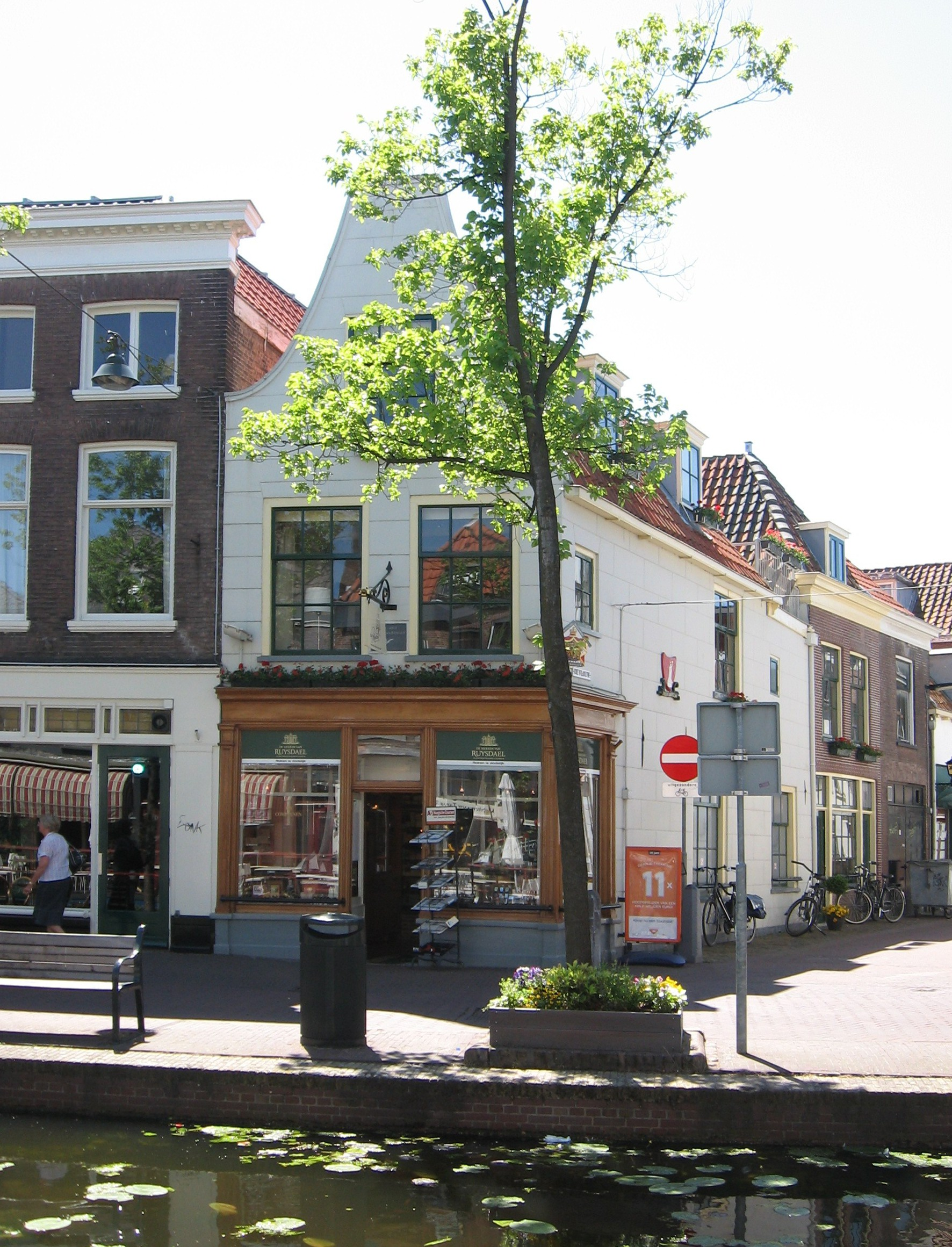
Vrouwjuttenland
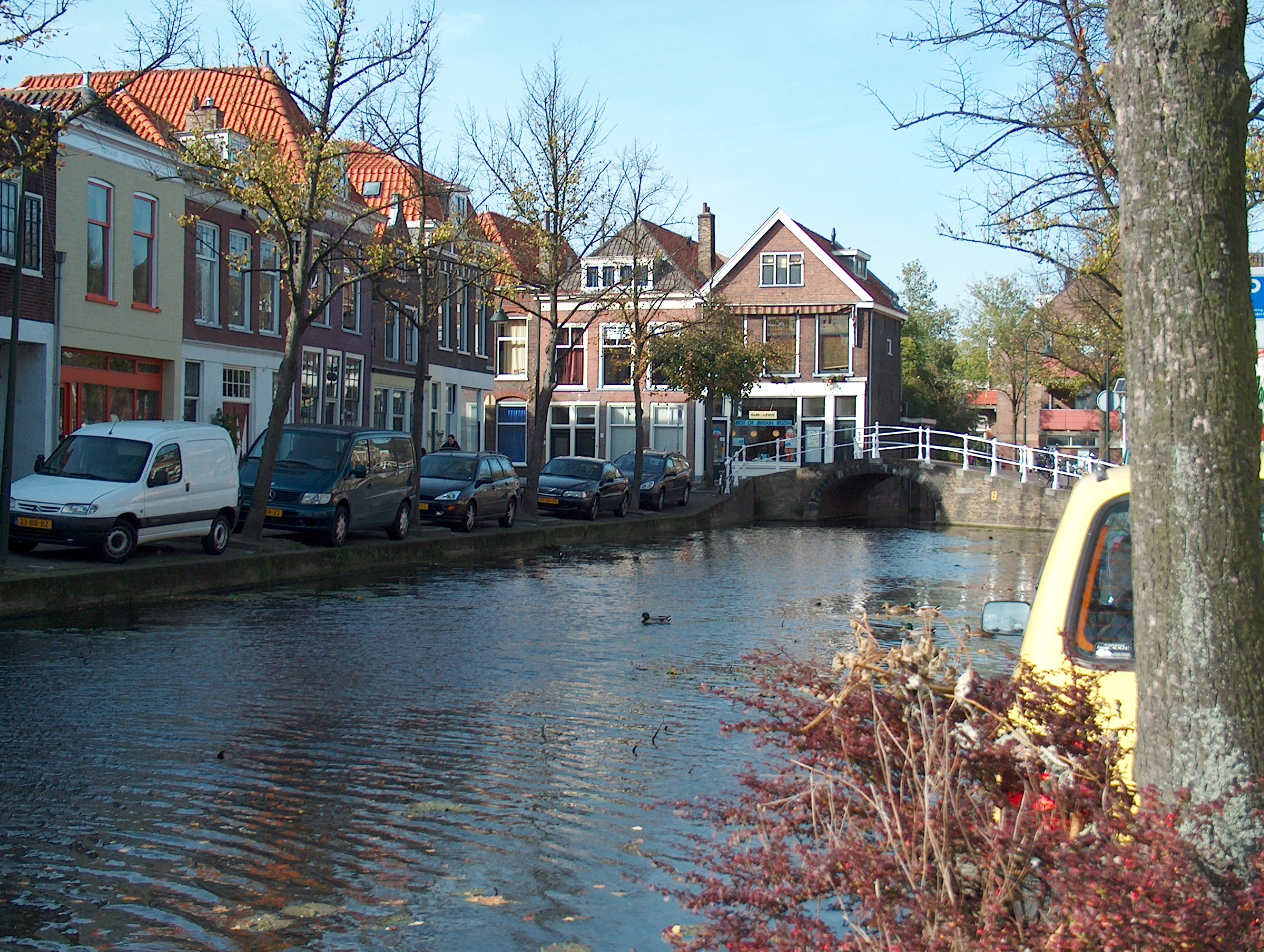
De Verwersdijk

## Cultuur
Delft kent door zijn status als studentenstad en historische stad een keur aan culturele evenementen en gelegenheden. Een recente ontwikkeling in het uiterlijk van Delft is de voltooiing in maart 2005 van de herinrichting van het Zuidpoortgebied aan de zuidkant van de binnenstad, dat met de aanwezigheid van theater, megabioscoop en biblio-/media-/artotheek het cultuurcentrum van Delft wordt genoemd.
In de oude Lijm- en Gelatinefabriek aan de Rotterdamseweg is "Lijm en Cultuur" gevestigd. Dit culturele centrum omvat een evenemententerrein en diverse gebouwen voor grote en middelgrote evenementen. In de kantoorpanden zijn oefenruimten aanwezig.

### Delfts blauw
Het aardewerk van Delft, het Delfts blauw, is erg bekend. Het is na de sluiting van De Delftse Pauw alleen nog te zien bij de aardewerkfabriek De Porceleyne Fles. Naast de Nieuwe Kerk zijn twee kleine aardewerkateliers te bezoeken.

### Musea
- Koninklijke Porceleyne Fles
- Kunstaardewerkfabriek De Delftse Pauw
- Legermuseum (tot januari 2013)
- Museum Lambert van Meerten
- Museum Paul Tétar van Elven
- Museum Nusantara (tot januari 2013)
- Science Centre Delft en Mineralogisch-Geologisch Museum
- Stichting Gereedschap Museum Mensert
- Tabakshistorisch Museum
- Stedelijk museum Prinsenhof
- Vermeer Centrum Delft
- Medisch en Farmaceutisch Museum "De Griffioen"

### Bioscopen
Op haar hoogtepunt telde Delft vijf verschillende bioscoopzalen, elk met haar eigen karakter en programmering. Sinds 2007 zijn er de volgende twee over: 
- Pathé Delft (sinds 2006), een bioscoop voor commerciële, veelal Amerikaanse films, onderdeel van de bioscoopketen Pathé Nederland
- Filmhuis Lumen (sinds 1974), een filmhuis voor kunst- en kwaliteitsfilms, dat volledig draait op vrijwilligers

### Theaters en concertzalen
- Theater de Veste in het Zuidpoortgebied. Dit is de stadsschouwburg met ruim 500 zitplaatsen. Het theater werd in 1995 geopend als vervanging voor de afgebrande Stadsdoelen en het kleinere Waagtheater aan de Markt.
- STECK podium club bar in de Kromstraat. Dit is een popzaal met ruimte voor 200 concertbezoekers die wekelijks concerten voor opkomend poptalent organiseert. Donderdag t/m zaterdag vinden er ook clubnachten plaats tot 330 bezoekers met DJ programmering. Geopend op 10 september 2015.
- Flora theater aan de Verwersdijk tegenover het Doelenplein - In 1894 in gebruik genomen als muziektheater van de Katholieke Volksbond. Rond 1925 verbouwd tot bioscoop in art-decostijl. Na de Tweede Wereldoorlog vervallen, uiteindelijk tot pornobioscoop. In 1984 in particulier bezit gekomen, weer in gebruik genomen als theater, terwijl het in fasen wordt gerestaureerd. Delen van het art-deco-interieur uit de jaren twintig (o.a. de mahoniehouten toneellijst) zijn nog prominent aanwezig.
- Microtheater naast de Nieuwe Kerk - Onderkomen van de amateur-theatervereniging de Flits
- Rietveld Theater aan het Rietveld 49 (voorheen Max. Theater en daarvoor Maccus Theater) - profileert zich als eerste Doe-Het-Zelf Theater in Nederland en wordt geëxploiteerd door de Stichting Theaternetwerk Delft
- Falie Begijnhof Theater ook aan het Rietveld, in hetzelfde gebouw als het Rietveld Theater. - Thuisbasis van het Delfts Toneel Gezelschap (DTG). Het theater is ook te huur voor (amateur) toneelverenigingen zonder eigen theater.
- Pathé Delft, voorheen Mustsee - de bioscoopzalen worden sinds 2007 ook gebruikt voor doorgave van (live) opera- en balletvoorstellingen.

### Evenementen
Grotere Delftse cultuurevenementen en -festivals die een zekere traditie kennen:

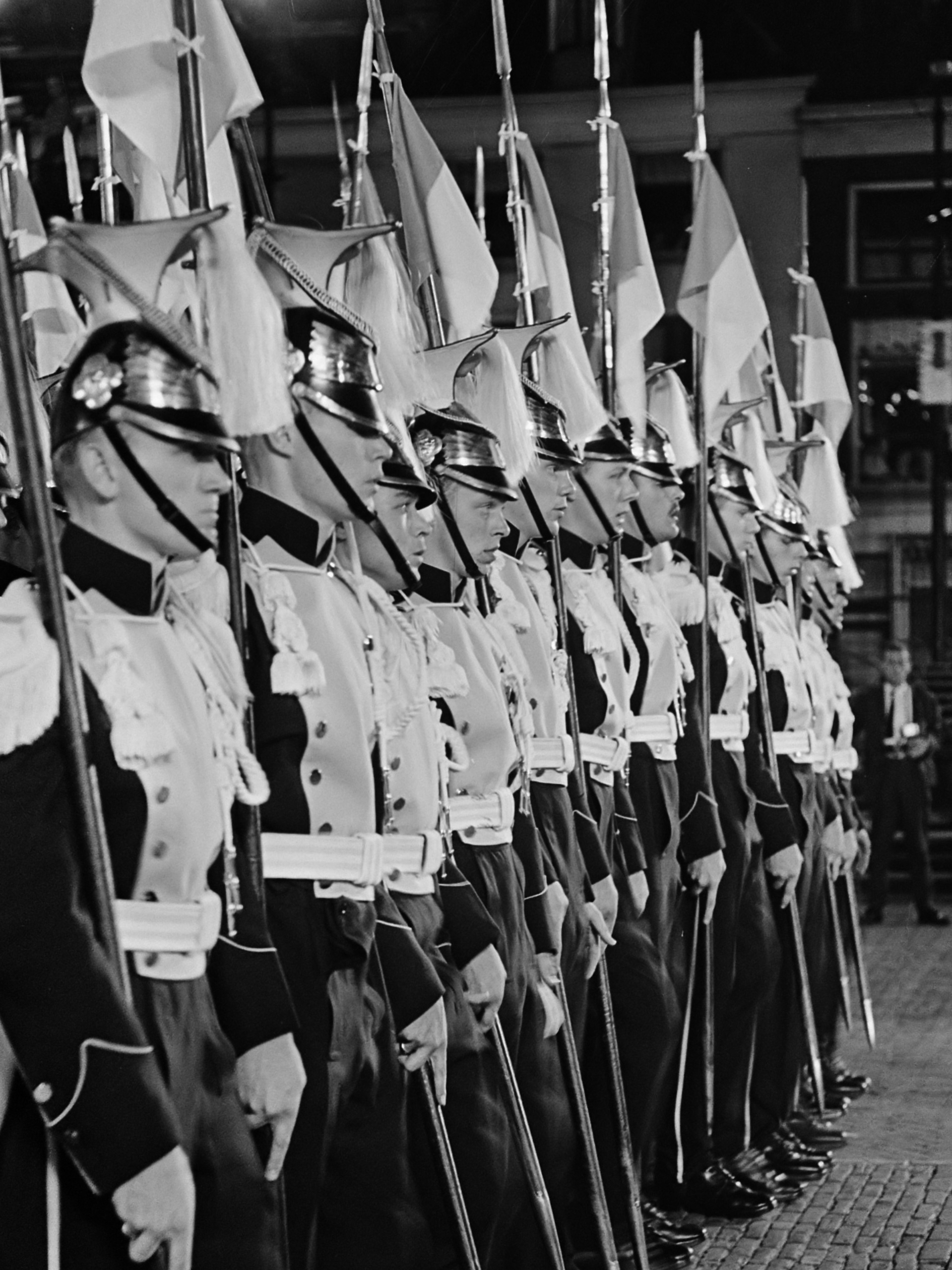
Taptoe (1964)

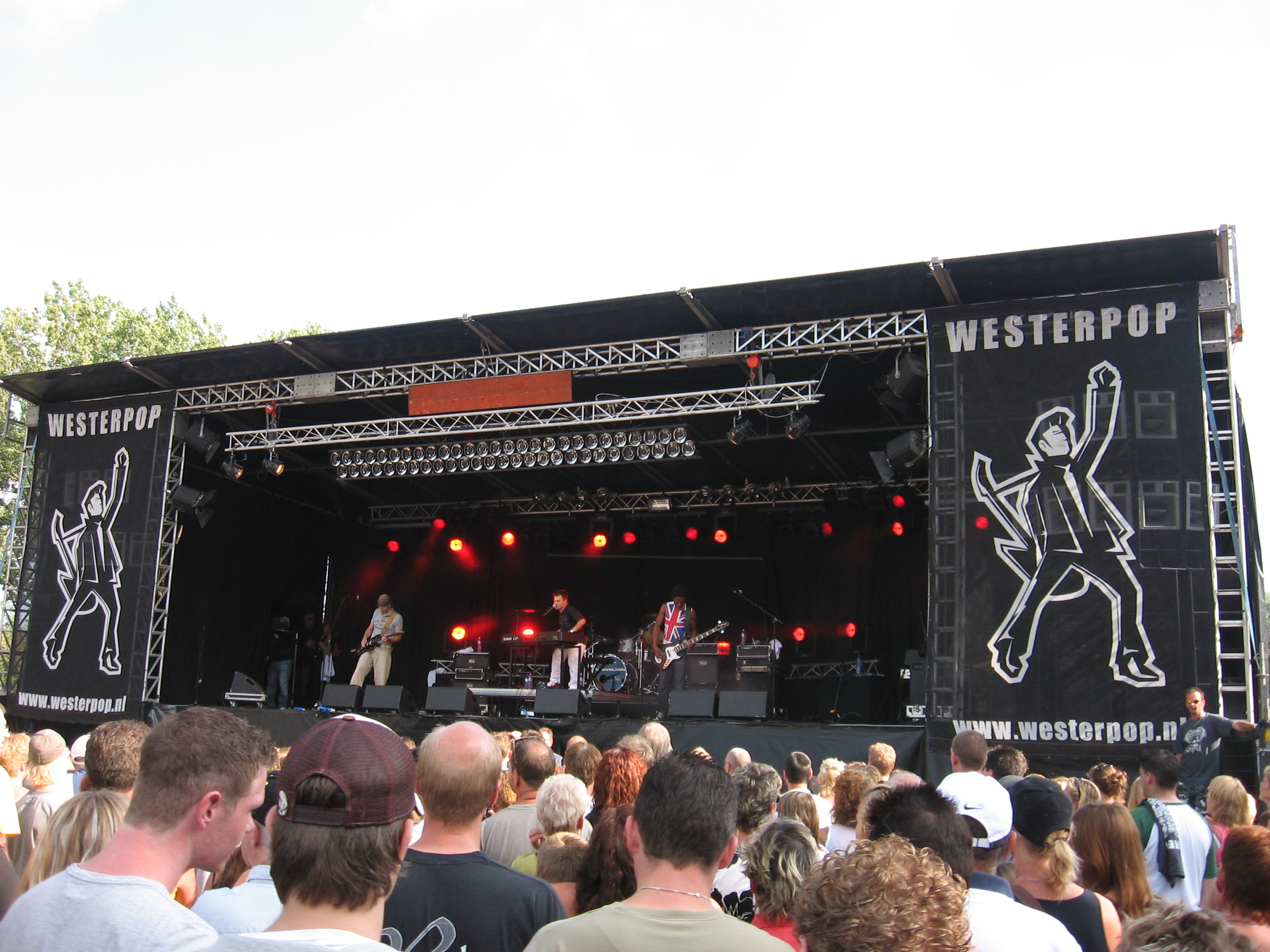
Popfestival Westerpop

- Delft Fringe Festival - Het Delft Fringe Festival is sinds het ontstaan in 2011 uitgegroeid tot een van de belangrijkste en grootste theaterfestivals voor jonge makers in Zuid-Holland.
- Koningsnacht-feest op de historische Markt. Wordt sinds 2015 georganiseerd met artiesten als The Partysquad, De Avondploeg van Radio 538, Billy the Kit en Manuel en Geza. Oranjekoorts Koningsnacht trekt jaarlijks ongeveer 4000 mensen naar de Markt in Delft.
- Jazz Festival Delft in augustus - Vindt sinds 1985 plaats op diverse locaties in de binnenstad.
- De Mooiweerspelen in juni - Straattheater op diverse locaties in de binnenstad. De eerste editie vond plaats in 1988.
- Car Art festival - Ieder tweede weekend van september vindt het Car Art festival plaats. Hierbij gebruiken kunstenaars de auto als voertuig van hun kunsten. Met een tentoonstelling, een drive-inbioscoop en diverse optredens.
- Westerpop - Gratis popfestival in augustus. Voortgekomen uit een buurtfestival in de wijk Westerkwartier, dat in 1989 voor het eerst werd georganiseerd. Vanaf 1996 is het festival grootser opgezet en vindt het plaats nabij het station, op het sportterrein van het Stanislascollege Westplantsoen.
- Delft Chamber Music Festival - Kamermuziekfestival in de Van Mandelezaal van het Prinsenhof. De eerste editie vond plaats in 1997.
- Bluesfestival Delft in februari - Vindt sinds 1998 plaats op diverse locaties in de binnenstad.
- Lichtjesavond - Activiteiten rondom het ontsteken van de kerstverlichting in de binnenstad. Wordt sinds 1998 georganiseerd.
- Boekenbende - Gratis kinderboekenfestival in het najaar tegelijk met de Kinderboekenweek. Sinds 2000 trekt dit jaarlijkse festival meer dan 8000 bezoekers.
- Schaatsbaan op de Beestenmarkt - in december/januari (sinds 2001).
- Skatejam Delft - Gratis muziek-/skatefestival dat sinds september 2003 op de Internationale Autovrije Dag wordt georganiseerd op skatepark De Middenberm. Inmiddels trekt het evenement jaarlijks ruim 7000 bezoekers.
- Dichter bij de bar - Poëziefestival in oktober/november. Wordt sinds 2005 georganiseerd in diverse cafés in de binnenstad.
- OWee - Ontvangstweek van de eerstejaars studenten. Hierbij wordt de Delftse binnenstad overspoeld met studenten en houden de studentenverenigingen open huis.
- Festival Aangeschoten Wild - Muziek- en cultuurfestival dat sinds 2009 in het begin van het voorjaar plaatsvindt op het evenemententerrein "Lijm en Cultuur". Het festival biedt ruimte voor circa 1200 bezoekers.

#### Voormalige evenementen
- Delftdag - in de periode ca. 1985 - 2000 werd jaarlijks, rond augustus, Delftdag gevierd. Op diverse locaties werden evenementen, demonstraties en optredens verzorgd. Tijdens het evenement kreeg het verenigingsleven de kans zich te promoten, maar het was ook een open dag van de gemeentelijke diensten als Politie, Brandweer en Combiwerk. In 2010 kwam het evenement terug onder de naam Delfiade.[20]
- Het cabaretfestival Cameretten, sinds 1967 en genoemd naar het pleintje, is in 1988 verplaatst naar Rotterdam. In OJV de Koornbeurs, de voormalige thuishaven van het festival, vinden sinds 1995 wel weer de selectierondes van de Cameretten plaats.
- Nyama Wereldculturenfestival - Multicultureel festival op het Doelenplein en de Markt. Werd sinds 2004 in de zomer gehouden.
- Taptoe Delft - Van 1954 tot 1974 had deze militaire taptoe op de Markt landelijke bekendheid. Het evenement raakte, door het militaire karakter, in de jaren zeventig omstreden en verhuisde naar Breda. In 1996 keerde de Delftse editie als showkorpsenfestival terug. Van 1999 tot en met 2018[21] werd het tweejaarlijks in september georganiseerd.

### Popbands
- After Tea
- Alquin
- Tee Set
- The Mo
- Mala Vita

## Economie
De Delftse economie wordt in termen van werkgelegenheid gekenmerkt door innovatieve (tech)bedrijven, kennisinstellingen, freelancers en zorg.
Van de 43.017 banen zijn er 16.392 in de kennisintensieve sector (38,1%), 7.801 in de zorg (18,1%) en 7.593 in het onderwijs (17,5%). Veel van de kennisintensieve bedrijvigheid is een spin-off van de aanwezigheid van de TU Delft.
Daarnaast stromen er elk jaar circa 5.000 nieuwe TU-studenten de stad in en circa 800 hbo-studenten. Deze dynamiek, gecombineerd met het historische centrum, maakt de economie van een Delft tot een smeltkroes voor nieuwe ideeën. Vanwege het historisch centrum vormt toerisme tevens een belangrijk onderdeel van de economie. Jaarlijks komen er circa 1 miljoen toeristen naar de stad.
De grootste/belangrijkste werkgevers van Delft naar sector, werkgelegenheid en impact:
- ICT: Exact (ca. 300 banen in Delft),[24] Topdesk (700 medewerkers), OGD (800 banen), Fox-IT (150 banen), Plaxis (60 medewerkers), Hinttech (100 medewerkers)
- Hightech: DSM (1400 banen), Prysmian (300 banen), 3M (ca. 200 banen), Octatube (ca. 90 banen), Kipp en Zonen (50 medewerkers), Festo (135 medewerkers)
- Offshore: Ampelmann (300 banen), D.O.T., Allseas (400 banen)
- Kennisinstellingen: TU Delft (4939 fte),[25] TNO, Deltares (745 fte),[26] NEN (269 medewerkers),[27] NMI
- Zorg: Reinier de Graaf Gasthuis (2638 medewerkers),[28] Pieter van Foreest (3400 medewerkers, 2400 vrijwilligers), Ipse de Bruggen (5500 medewerkers, 3300 fte)[29]
- Retail: IKEA Concept Center (550 medewerkers), Makro (ca. 350 medewerkers) en de vestiging van Hanos
- Overheid: gemeente Delft (895 medewerkers), Hoogheemraadschap van Delfland (493 medewerkers)

Daarnaast is er een aantal incubators die een belangrijke spil vormen in de totstandkoming en groei van nieuwe technologische bedrijven. Dit zijn Yes!Delft 1 en 2, Robohouse (onderdeel van RoboValley), de Biotechcampus en tot slot Buccaneer voor offshore en energie.

## Winkelen

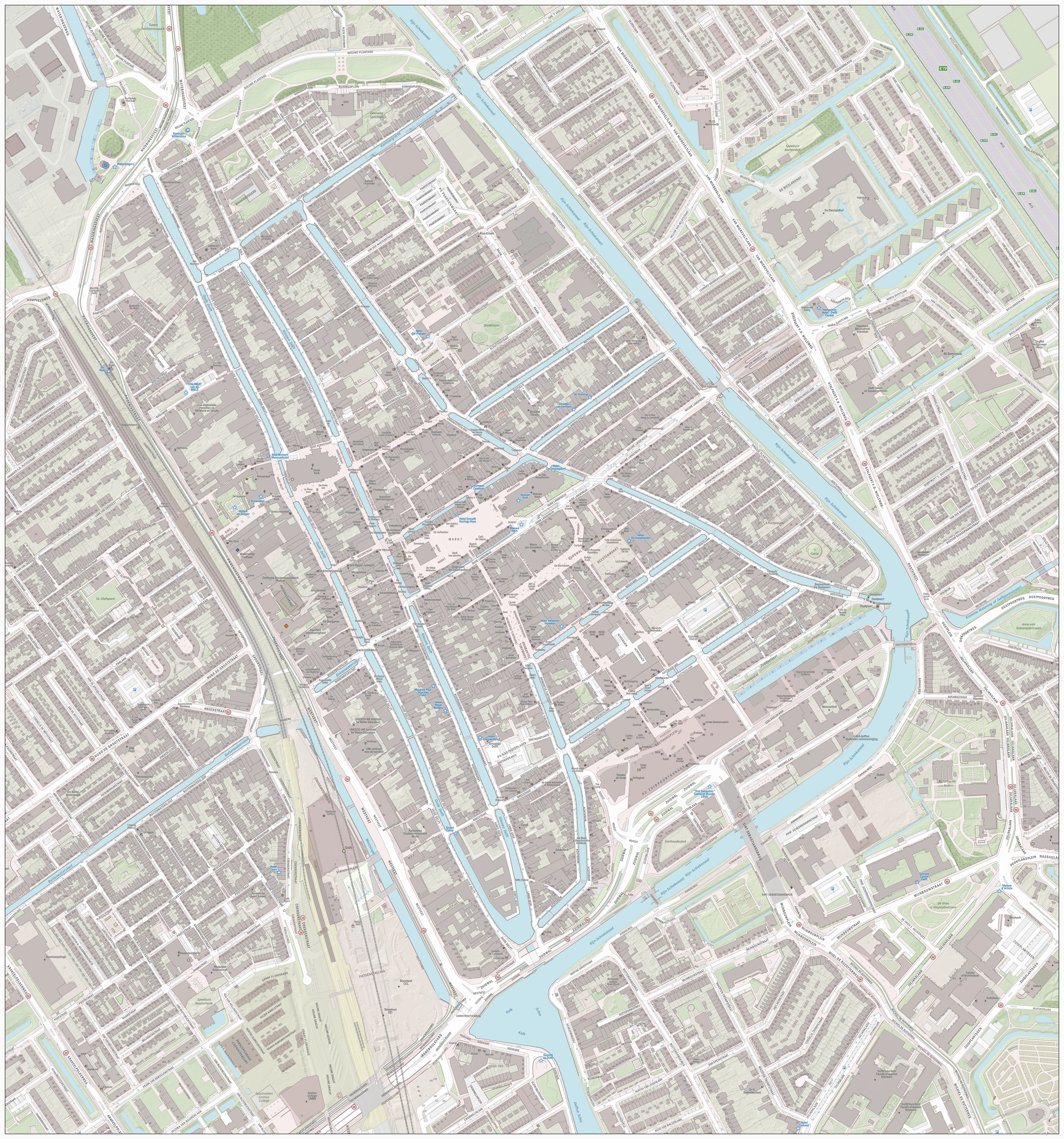
Detail centrumkaart van Delft, met bezienswaardigheden

- er zijn diverse winkelcentra in Delft
- koopavond: op vrijdag.
- koopzondag: officieel op elke eerste zondag van de maand maar in de praktijk inmiddels elke zondag (centrum).

Op donderdag is er op de Markt een warenmarkt en op de Brabantse Turfmarkt een bloemenmarkt van 09.00 - 17.00 uur. Op zaterdag is er markt op de Brabantse Turfmarkt en op de Burgwal.

## Media
De voormalige Delftsche Courant was onderdeel van de Haagsche Courant en is na een fusie met het Algemeen Dagblad in 2005 opgegaan in AD Haagsche Courant. De editie van die krant, die afhankelijk van het abonnement 's ochtends of 's middags in Delft wordt verspreid, bevat dagelijks enkele kolommen met Delfts nieuws.
Delft kent verschillende gratis kranten. Indebuurt Delft is een bekende lokale nieuwswebsite. Delft op Zondag wordt elk weekend rondgebracht. In het verleden werden ook nog wekelijks de Delftse Post, de Postiljon, de Posthoorn en 'Delft op Donderdag' uitgebracht.

## Onderwijs
De drie belangrijkste scholen voor het voortgezet onderwijs in Delft zijn het Stanislascollege, het Christelijk Lyceum Delft en het Grotius College.
Er is een aantal instellingen voor hoger onderwijs gevestigd in Delft. De Technische Universiteit Delft behoort tot de bekendste universiteiten van Nederland. De Hogeschool Inholland en de Haagse Hogeschool bieden een aantal opleidingen aan in hun vestigingen die gelegen zijn op de campus van de Technische Universiteit Delft. Het IHE Delft Institute for Water Education is gevestigd aan de Westvest.

## Verkeer en vervoer

### Spoorwegen

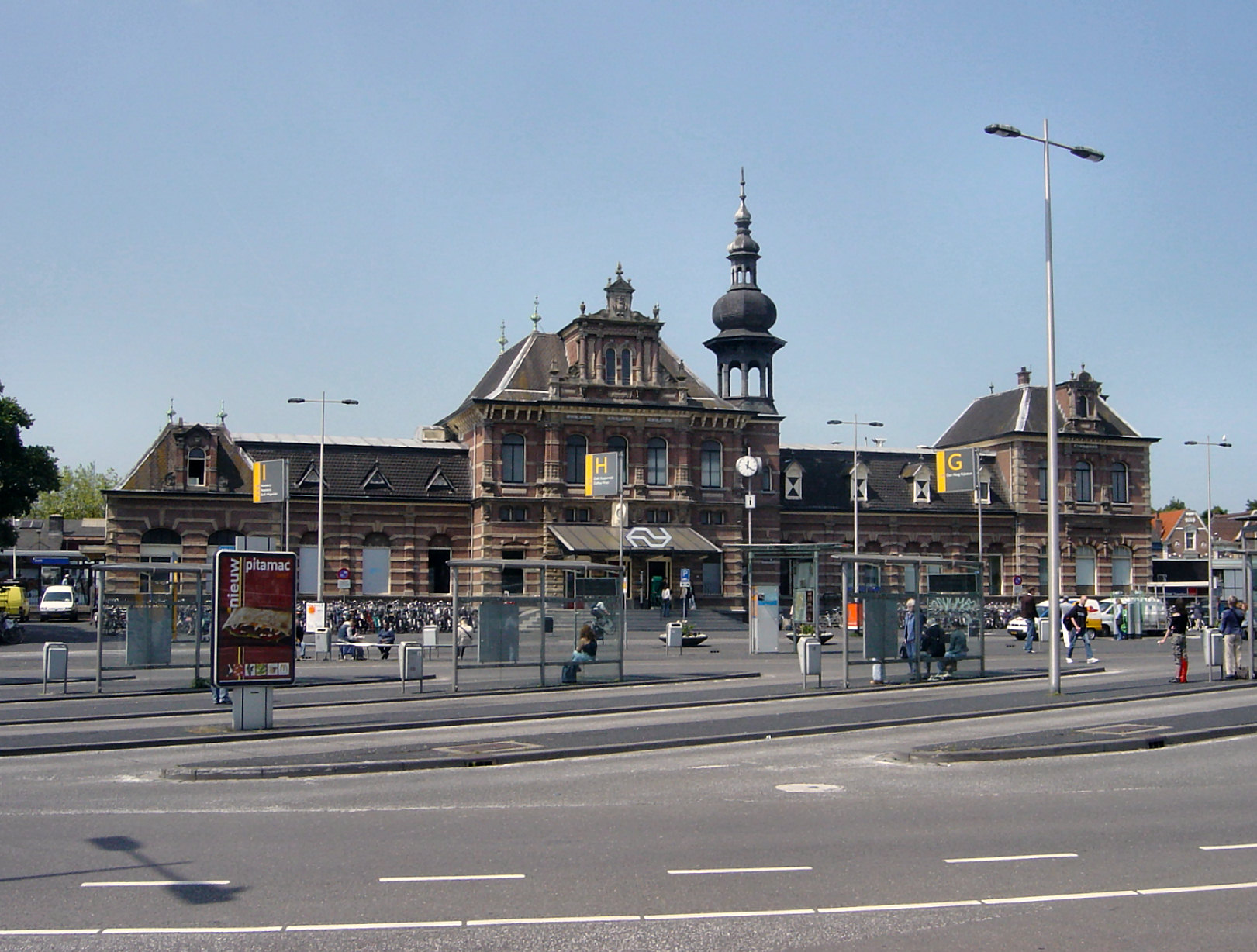
Het oude station in Delft; 2005.

Delft kreeg zijn eerste station in 1847 met de opening van de spoorlijn Den Haag - Rotterdam (Oude Lijn). Dit station bevond zich aan de Houttuinen, vlak bij de Waterslootse Poort. In 1885 werd een nieuw station in gebruik genomen naar ontwerp van architect Christiaan Posthumus Meyjes sr. Dit bleef in gebruik tot 2015, toen het huidige station in gebruik kwam.
In 1970 kreeg Delft een tweede station: Delft Zuid, dit bedient de wijken Tanthof en Voorhof in het zuiden van Delft en de TU Delft. In 2019 werd de naam gewijzigd in station Delft Campus.
Van 1965 tot 2015 werd Delft aan de westrand van het oude centrum doorsneden door het Spoorviaduct Delft, dat vervolgens werd vervangen door de spoorwegtunnel (Willem van Oranjetunnel), met het ondergrondse station. Er is tussen eind 2009 en begin 2015 aan de spoortunnel gewerkt. De treinen gingen vanaf eind februari 2015 ondergronds rijden en aansluitend begon de sloop van het spoorviaduct (zie spoorzone Delft). Vanaf het busstation van station Delft wordt ook internationaal busvervoer aangeboden door Flixbus.

### Tramwegen

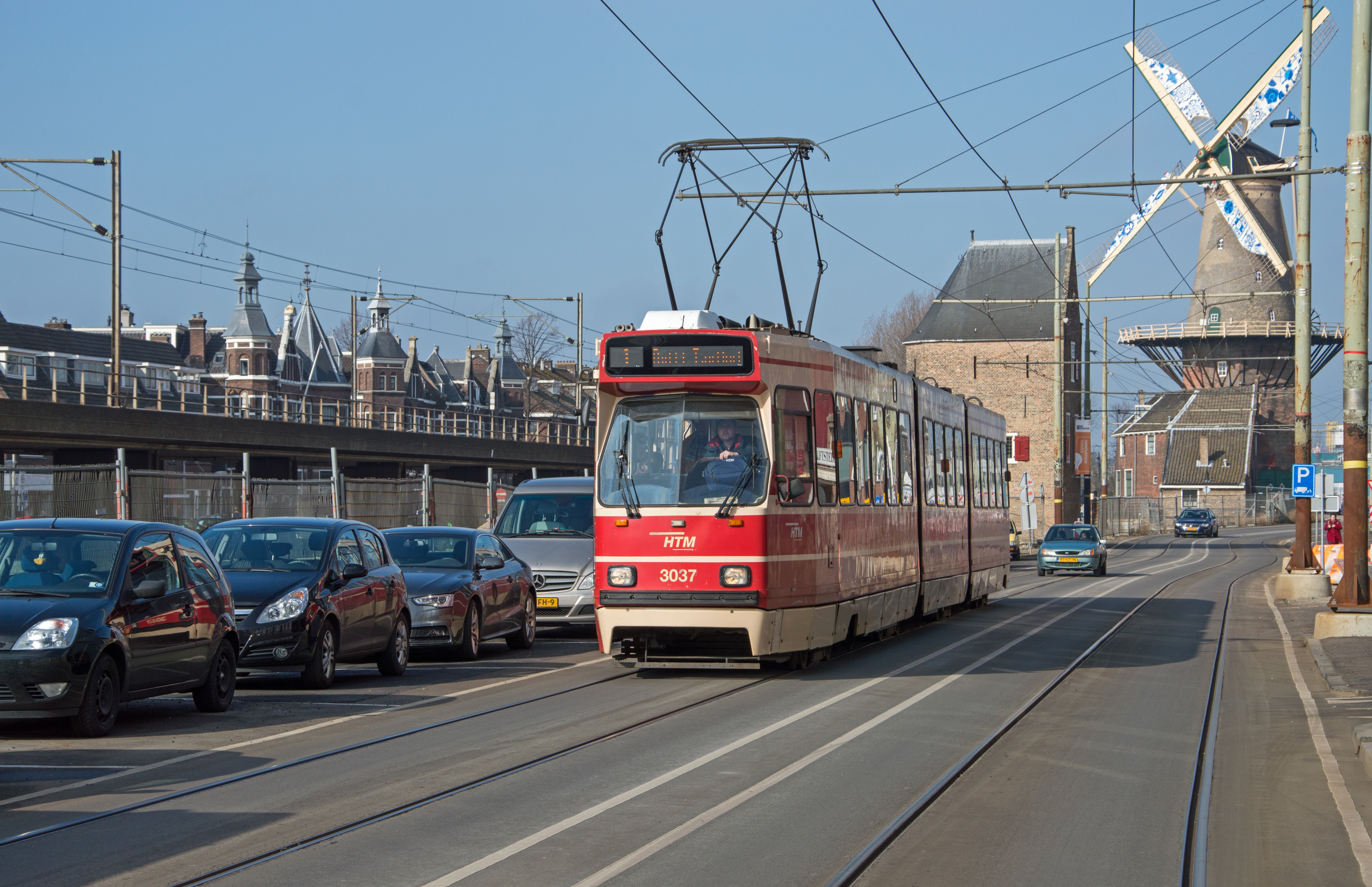
Tramlijn 1 op de Phoenixstraat, met op de achtergrond molen De Roos; 2015).

In 1866 werd de paardentramverbinding tussen Den Haag en Delft geopend, de eerste interlokale tram in Nederland. In 1887 werd dit een stoomtramlijn, en in 1923 kwam de elektrische tram (de Gele Tram, lijn I¹).
In Delft mocht de stoomtram net als de paardentram tussen de Haagpoort en de Rotterdammerpoort over het Noordeinde en de Oude Delft dwars door de binnenstad rijden, iets wat de elektrische lijn later niet zou worden toegestaan, vanwege de 'ontsierende' bovenleiding. Sinds 1924 volgt de tram de huidige route over de Wateringsevest – Phoenixstraat – Westvest. In 1965 werd de route van de Rotterdammerpoort ingekort tot Westvest (station Delft).
In 1965 werden de oude interlokale trams vervangen door de toen moderne PCC-cars (lijn 37), in 1966 opgevolgd door de huidige lijn 1. Deze lijn werd in 1994 verlengd naar Delft Tanthof.
Sinds 2010 heeft Delft een tweede tramlijn: lijn 19, die aanvankelijk in Delft vanaf de Brasserskade dezelfde route reed als lijn 1 en eindigde in de wijk Tanthof. In 2013 werd de route ingekort tot Nieuwe Plantage, in 2017 werd het eindpunt station Delft. Sinds 2015 wordt gewerkt aan een verlening naar Technopolis Innovation Park. Door een noodzakelijk gebleken vervanging van de Sint Sebastiaansbrug heeft de aanleg van het geplande tracé van lijn 19 naar de campus van de Technische Universiteit Delft ernstige vertraging opgelopen. Ingebruikname is voorzien voor 2026.
De trams van de HTM rijden twee routes in Delft: lijn 1 rijdt tussen Delft-Tanthof en Den Haag / Scheveningen; lijn 19 rijdt tussen station Delft en Leidschendam via Den Haag-Leidschenveen en -Ypenburg.

### Vaarwegen
Over water is Delft te bereiken via het kanaal de Delftsche Schie. Er zijn acht bruggen om het kanaal over te steken. De Kolenhaven in het noorden van Delft wordt door DSM gebruikt. Langs de Schie-oevers wordt jaarlijks ongeveer 1 miljoen m³ zand overgeslagen op vrachtschepen.

### Wegverkeer
De stad ligt ingeklemd tussen de A4 in het westen en noorden, de A13 aan de oostzijde, en de N470 aan de zuidzijde.

## Politiek

### College van burgemeester en wethouders
De burgemeester van Delft is sinds 2 september 2016 Marja van Bijsterveldt (CDA).
Sinds 2022 bestaat het college van B&W van Delft uit een coalitie van STIP, D66, GroenLinks, PvdA en ChristenUnie. De wethoudersposten zijn als volgt verdeeld:
- Maaike Zwart (STIP), wethouder Duurzaamheid, Werk en inkomen en Economie.
- Martina Huijsmans (D66), wethouder Financiën, Ruimtelijke ordening en Mobiliteit.
- Frank van Vliet (GroenLinks), wethouder Klimaat, Cultuur en Openbare ruimte.
- Karin Schrederhof (PvdA), wethouder Wonen, Zorg, Onderwijs en Sport.
- Joëlle Gooijer (ChristenUnie), wethouder Jeugd, Ouderen en Armoede.

### Gemeenteraad
De verdeling van de zetels in de gemeenteraad is als volgt:
| STIP                                                                                               | -            |              | -            |              | -            |              | 4,6          | 1            | 5,8          | 2            | 8,2          | 3            | 7,0          | 2            | 8,0          | 3            | 11,6         | 4            | 14,8         | 6            | 15,8         | 6            |  |  |  |  |  |  |  |
| D66                                                                                                | 7            | 2            | 6            | 2            | 14,1         | 5            | 14,5         | 6            | 7,8          | 3            | 4,7          | 1            | 4,1          | 1            | 15,6         | 6            | 19,7         | 8            | 13,6         | 5            | 14,5         | 6            |  |  |  |  |  |  |  |
| GL                                                                                                 | 16           | 6            | 11           | 4            | 11,2         | 4            | 10,0         | 4            | 11,5         | 4            | 10,7         | 4            | 10,5         | 4            | 12,2         | 5            | 10,4         | 4            | 15,9         | 7            | 13,7         | 6            |  |  |  |  |  |  |  |
| HvD                                                                                                | -            |              | -            |              | -            |              | -            |              | -            |              | -            |              | -            |              | -            |              | -            |              | -            |              | 13,5         | 5            |  |  |  |  |  |  |  |
| VVD                                                                                                | 20           | 8            | 16           | 6            | 12,6         | 5            | 11,2         | 4            | 16,2         | 6            | 13,1         | 5            | 11,1         | 4            | 10,9         | 4            | 8,1          | 3            | 8,9          | 3            | 8,3          | 3            |  |  |  |  |  |  |  |
| PvdA                                                                                               | 26           | 10           | 33           | 13           | 23,9         | 9            | 17,6         | 7            | 24,4         | 10           | 17,7         | 7            | 24,9         | 11           | 15,2         | 6            | 9,1          | 4            | 7,3          | 3            | 7,1          | 3            |  |  |  |  |  |  |  |
| SP                                                                                                 | -            |              | -            |              | -            |              | 2,8          | 1            | 6,3          | 2            | 3,5          | 1            | 8,8          | 3            | 5,5          | 2            | 8,5          | 3            | 7,8          | 3            | 5,8          | 2            |  |  |  |  |  |  |  |
| CDA                                                                                                | 25           | 10           | 23           | 9            | 21,3         | 8            | 15,6         | 6            | 14,6         | 6            | 15,2         | 6            | 11,7         | 5            | 10,1         | 4            | 7,6          | 3            | 8,3          | 3            | 5,1          | 2            |  |  |  |  |  |  |  |
| OD                                                                                                 | -            |              | -            |              | -            |              | -            |              | -            |              | -            |              | -            |              | 7,6          | 3            | 11,4         | 4            | 11,8         | 5            | 4,7          | 2            |  |  |  |  |  |  |  |
| CU                                                                                                 | 4            | 1            | 3            | 1            | 4,0          | 1            | 4,0          | 1            | 4,1          | 1            | 3,6          | 1            | 3,6          | 1            | 3,9          | 1            | 4,4          | 2            | 5,9          | 2            | 4,7          | 2            |  |  |  |  |  |  |  |
| Volt                                                                                               | -            |              | -            |              | -            |              | -            |              | -            |              | -            |              | -            |              | -            |              | -            |              | -            |              | 4,6          | 2            |  |  |  |  |  |  |  |
| SB                                                                                                 | -            |              | 7            | 2            | 12,2         | 5            | 13,9         | 5            | 7,6          | 3            | 7,6          | 3            | 6,3          | 2            | 7,4          | 2            | 6,4          | 2            | 5,8          | 2            | -            |              |  |  |  |  |  |  |  |
| LD                                                                                                 | -            |              | -            |              | -            |              | -            |              | -            |              | 15,7         | 6            | 9,6          | 4            | 3,2          | 1            | -            |              | -            |              | -            |              |  |  |  |  |  |  |  |
| CD                                                                                                 | -            |              | -            |              | -            |              | 5,9          | 2            | 1,7          | 0            | -            |              | -            |              | -            |              | -            |              | -            |              | -            |              |  |  |  |  |  |  |  |
| Overigen                                                                                           | 2            | 0            | -            |              | 1            | 0            | -            |              | -            |              | -            |              | 2,3          | 0            | 0,4          | 0            | 2,8          | 0            | -            | 0            | 2,1          | 0            |  |  |  |  |  |  |  |
| |              |              |              |              |              |              |              |              |              |              |              |              |              |              |              |              |              |              |              |              |              |              |  |  |  |  |  |  |  |
| LOG                                                                                                | -            |              | -            |              | -            |              | 18,5         | 6            | 13,4         | 5            | 31,5         | 12           | -            |              | -            |              | -            |              | -            |              | -            |              |  |  |  |  |  |  |  |
| LCG                                                                                                | -            |              | -            |              | -            |              | 4,0          | 1            | 4,1          | 1            | 3,6          | 1            | -            |              | -            |              | -            |              | -            |              | -            |              |  |  |  |  |  |  |  |
| Kiezers                                                                                            | 65.232       | 65.232       | 69.302       | 69.302       | 70.555       | 70.555       | 71.370       | 71.370       | 74.433       | 74.433       | 75.424       | 75.424       | 74.766       | 74.766       | 76.480       | 76.480       | 79.613       | 79.613       | 81.227       | 81.227       | 83.098       | 83.098       |  |  |  |  |  |  |  |
| Opkomst                                                                                            | 42.635 65,3% | 42.635 65,3% | 48.403 69,8% | 48.403 69,8% | 39.345 55,8% | 39.345 55,8% | 46.134 64,6% | 46.134 64,6% | 43.844 58,9% | 43.844 58,9% | 45.118 59,8% | 45.118 59,8% | 43.354 58,0% | 43.354 58,0% | 41.447 54,2% | 41.447 54,2% | 44.254 55,6% | 44.254 55,6% | 45.562 56,1% | 45.562 56,1% | 42.892 51,6% | 42.892 51,6% |  |  |  |  |  |  |  |
| Blanco                                                                                             | -            | -            | -            | -            | -            | -            | -            | -            | -            | -            | -            | -            | 299 0,7%     | 299 0,7%     | 135 0,3%     | 135 0,3%     | 170 0,4%     | 170 0,4%     | 290 0,6%     | 290 0,6%     | 134 0,3%     | 134 0,3%     |  |  |  |  |  |  |  |
| Ongeldig                                                                                           | 184 0,4%     | 184 0,4%     | 269 0,6%     | 269 0,6%     | 188 0,5%     | 188 0,5%     | 278 0,6%     | 278 0,6%     | 378 0,9%     | 378 0,9%     | 236 0,5%     | 236 0,5%     | -            | -            | 106 0,3%     | 106 0,3%     | 185 0,4%     | 185 0,4%     | 194 0,4%     | 194 0,4%     | 104 0,2%     | 104 0,2%     |  |  |  |  |  |  |  |
| Bronnen: Zetelverdeling gemeenteraden 1946-heden; Uitslagen gemeenteraadsverkiezingen 1990 - 2022; |              |              |              |              |              |              |              |              |              |              |              |              |              |              |              |              |              |              |              |              |              |              |  |  |  |  |  |  |  |

## Sport
De volgende sportverenigingen zijn actief in Delft:
| - Blauw-Wit Excelsior Combinatie - Blue Birds - BRC De Buitenhof (badminton) - De Delftsche Sport - Delfia - D'Elft - Delftsche Kegelbond - Delftsche Schaakclub - DHC Delft - D.H.C. Hudito - DOK-Delft - D.S.K.V. Paal Centraal - D.S.R.V. Laga - D.S.R. Proteus-Eretes - DSV Concordia - DSV Full Speed - DSVV Ouwe Schoen - DSVV Punch - DSZ WAVE - DVC Delft | - DVV Delft - Excelsior (Delft) - Fortuna (korfbal) - Haagsche Delftsche Mixed - KFC '71 - Prinsenstad-toernooi - Ring Pass Delft - Schaakvereniging DCSV - SoSalsa! - Sparta Delft - Sporting Delta - SVVV Taurus - SV DHL - SV Wippolder - Vitesse Delft - VV Ariston '80 - VV Kratos '08 - VV SEP - VVV Delta - Zwem- en Waterpolovereniging Raket Delft |

## Stedenbanden en partnersteden
Delft heeft stedenbanden (gehad) met:
- Adapazarı[47]
- Jingdezhen[47][48][49][50]
- Kefar Sava, Israël[47]
- Aarau[47]
- Kingston upon Thames; jumelage beëindigd 2002
- Castrop-Rauxel; jumelage beëindigd 2003[51]
- Freiberg[52]; jumelage beëindigd in 2017[53]

## Aangrenzende gemeenten
| Aangrenzende gemeenten | Aangrenzende gemeenten | Aangrenzende gemeenten            | Aangrenzende gemeenten | Aangrenzende gemeenten |
| ---------------------- | ---------------------- | --------------------------------- | ---------------------- | ---------------------- |
| Rijswijk               |                        | Den Haag (Leidschenveen-Ypenburg) |                        | Pijnacker-Nootdorp     |
|                        |                        |                                   |                        |                        |
| Midden-Delfland        | Pijnacker-Nootdorp     |                                   |                        |                        |
|                        |                        |                                   |                        |                        |
| Midden-Delfland        |                        | Schiedam                          |                        | Rotterdam              |